# バレーボール2009/10Vプレミアリーグ
バレーボール 2009/10 Vプレミアリーグ（ばれーぼーる 2009/10 ぶいぷれみありーぐ）は、2009年11月28日から2010年4月11日にかけて行われたVプレミアリーグの大会である。

## 概要

### 日程
- 男子:2009年12月5日 - 2010年4月11日（決勝）
- 女子:2009年11月28日 - 2010年4月10日（決勝）

### 試合方法
4回戦総当たりのレギュラーラウンドを行う。通算成績の上位4チームが、セミファイナルラウンドに進出し、上位2チームが優勝決定戦を行う。

### 変更点
今大会から女子参加チーム数が8となった。これに伴い、女子大会は3Legから男子同様4Legに変更された。

## 男子

### 参加チーム
| 前回順位 | チーム名                 | 備考                            |
| -------- | ------------------------ | ------------------------------- |
| 1        | 東レ・アローズ           |                                 |
| 2        | 堺ブレイザーズ           |                                 |
| 3        | パナソニック・パンサーズ |                                 |
| 4        | サントリーサンバーズ     |                                 |
| 5        | JTサンダーズ             |                                 |
| 6        | 豊田合成トレフェルサ     |                                 |
| -        | FC東京                   | チャレンジリーグ1位             |
| 8        | 大分三好ヴァイセアドラー | NECブルーロケッツ休部による昇格 |

### 1Leg

#### 12月5日
| #201 | 2009年12月5日 13:05 |                        |                                       |                              |                                                            |
| #201 | 2009年12月5日 13:05 | 堺ブレイザーズ （1敗） | 1 - 3 (25-21) (15-25) (18-25) (21-25) | サントリーサンバーズ （1勝） | 大阪府立体育会館 観客数: 2,500人 主審: 酒出修 副審: 江下毅 |
| #201 | 2009年12月5日 13:05 |                        |                                       |                              | 大阪府立体育会館 観客数: 2,500人 主審: 酒出修 副審: 江下毅 |

| #202 | 2009年12月5日 15:30 |                                |                                              |                              |                                                              |
| #202 | 2009年12月5日 15:30 | パナソニックパンサーズ （1勝） | 3 - 2 (25-14) (27-29) (20-25) (25-19) (15-7) | 豊田合成トレフェルサ （1敗） | 大阪府立体育会館 観客数: 1,800人 主審: 田中昭彦 副審: 村中伸 |
| #202 | 2009年12月5日 15:30 |                                |                                              |                              | 大阪府立体育会館 観客数: 1,800人 主審: 田中昭彦 副審: 村中伸 |

| #203 | 2009年12月5日 14:00 |                                  |                                       |                        |                                                                                          |
| #203 | 2009年12月5日 14:00 | 大分三好ヴァイセアドラー （1敗） | 1 - 3 (17-25) (20-25) (25-20) (16-25) | 東レ・アローズ （1勝） | 広島県立総合体育館（広島グリーンアリーナ） 観客数: 1,440人 主審: 石井洋壮 副審: 横山寿一 |
| #203 | 2009年12月5日 14:00 |                                  |                                       |                        | 広島県立総合体育館（広島グリーンアリーナ） 観客数: 1,440人 主審: 石井洋壮 副審: 横山寿一 |

| #204 | 2009年12月5日 16:10 |                      |                               |                |                                                                                        |
| #204 | 2009年12月5日 16:10 | JTサンダーズ （1勝） | 3 - 0 (25-22) (25-16) (25-22) | FC東京 （1敗） | 広島県立総合体育館（広島グリーンアリーナ） 観客数: 2,360人 主審: 田野昭彦 副審: 塚本健 |
| #204 | 2009年12月5日 16:10 |                      |                               |                | 広島県立総合体育館（広島グリーンアリーナ） 観客数: 2,360人 主審: 田野昭彦 副審: 塚本健 |

#### 12月6日
| #205 | 2009年12月6日 13:05 |                                |                                       |                                 |                                                            |
| #205 | 2009年12月6日 13:05 | パナソニックパンサーズ （2勝） | 3 - 1 (25-21) (25-22) (21-25) (25-22) | サントリーサンバーズ （1勝1敗） | 大阪府立体育会館 観客数: 3,200人 主審: 江下毅 副審: 酒出修 |
| #205 | 2009年12月6日 13:05 |                                |                                       |                                 | 大阪府立体育会館 観客数: 3,200人 主審: 江下毅 副審: 酒出修 |

| #206 | 2009年12月6日 15:30 |                           |                               |                              |                                                              |
| #206 | 2009年12月6日 15:30 | 堺ブレイザーズ （1勝1敗） | 3 - 1 (21-25) (25-21) (25-16) | 豊田合成トレフェルサ （2敗） | 大阪府立体育会館 観客数: 1,900人 主審: 村中伸 副審: 田中昭彦 |
| #206 | 2009年12月6日 15:30 |                           |                               |                              | 大阪府立体育会館 観客数: 1,900人 主審: 村中伸 副審: 田中昭彦 |

| #207 | 2009年12月6日 13:00 |                        |                                               |                |                                                                                          |
| #207 | 2009年12月6日 13:00 | 東レ・アローズ （2勝） | 3 - 2 (25-23) (22-25) (20-25) (25-17) (15-11) | FC東京 （2敗） | 広島県立総合体育館（広島グリーンアリーナ） 観客数: 1,380人 主審: 石井洋壮 副審: 横山寿一 |
| #207 | 2009年12月6日 13:00 |                        |                                               |                | 広島県立総合体育館（広島グリーンアリーナ） 観客数: 1,380人 主審: 石井洋壮 副審: 横山寿一 |

| #208 | 2009年12月6日 15:30 |                      |                               |                                  |                                                                                        |
| #208 | 2009年12月6日 15:30 | JTサンダーズ （2勝） | 3 - 0 (25-20) (25-22) (25-16) | 大分三好ヴァイセアドラー （2敗） | 広島県立総合体育館（広島グリーンアリーナ） 観客数: 3,250人 主審: 塚本健 副審: 田野昭彦 |
| #208 | 2009年12月6日 15:30 |                      |                               |                                  | 広島県立総合体育館（広島グリーンアリーナ） 観客数: 3,250人 主審: 塚本健 副審: 田野昭彦 |

#### 12月12日
| #209 | 2009年12月12日 14:00 |                           |                                       |                                 |                                                                  |
| #209 | 2009年12月12日 14:00 | 東レ・アローズ （2勝1敗） | 1 - 3 (25-15) (23-25) (25-27) (23-25) | サントリーサンバーズ （2勝1敗） | 草薙総合運動場体育館 観客数: 2,200人 主審: 勝又正 副審: 浅見靖人 |
| #209 | 2009年12月12日 14:00 |                           |                                       |                                 | 草薙総合運動場体育館 観客数: 2,200人 主審: 勝又正 副審: 浅見靖人 |

| #210 | 2009年12月12日 16:20 |                                 |                                       |                         |                                                                    |
| #210 | 2009年12月12日 16:20 | 豊田合成トレフェルサ （1勝2敗） | 3 - 1 (25-17) (25-27) (25-21) (25-22) | JTサンダーズ （2勝1敗） | 草薙総合運動場体育館 観客数: 2,000人 主審: 田野昭彦 副審: 加藤孝仁 |
| #210 | 2009年12月12日 16:20 |                                 |                                       |                         | 草薙総合運動場体育館 観客数: 2,000人 主審: 田野昭彦 副審: 加藤孝仁 |

| #211 | 2009年12月12日 14:00 |                           |                               |                                  |                                                              |
| #211 | 2009年12月12日 14:00 | 堺ブレイザーズ （2勝1敗） | 3 - 0 (25-21) (25-14) (25-20) | 大分三好ヴァイセアドラー （3敗） | 高松市総合体育館 観客数: 1,350人 主審: 塚本健 副審: 田中昭彦 |
| #211 | 2009年12月12日 14:00 |                           |                               |                                  | 高松市総合体育館 観客数: 1,350人 主審: 塚本健 副審: 田中昭彦 |

| #212 | 2009年12月12日 16:00 |                |                                       |                                |                                                              |
| #212 | 2009年12月12日 16:00 | FC東京 （3敗） | 1 - 3 (23-25) (25-22) (15-25) (21-25) | パナソニックパンサーズ （3勝） | 高松市総合体育館 観客数: 1,450人 主審: 石井洋壮 副審: 小川浩 |
| #212 | 2009年12月12日 16:00 |                |                                       |                                | 高松市総合体育館 観客数: 1,450人 主審: 石井洋壮 副審: 小川浩 |

#### 12月13日
| #213 | 2009年12月13日 13:00 |                           |                                       |                                 |                                                                  |
| #213 | 2009年12月13日 13:00 | 東レ・アローズ （2勝2敗） | 1 - 3 (25-17) (23-25) (20-25) (22-25) | 豊田合成トレフェルサ （2勝2敗） | 草薙総合運動場体育館 観客数: 2,500人 主審: 田野昭彦 副審: 澤達大 |
| #213 | 2009年12月13日 13:00 |                           |                                       |                                 | 草薙総合運動場体育館 観客数: 2,500人 主審: 田野昭彦 副審: 澤達大 |

| #214 | 2009年12月13日 15:30 |                         |                                       |                                 |                                                                  |
| #214 | 2009年12月13日 15:30 | JTサンダーズ （2勝2敗） | 1 - 3 (24-26) (19-25) (25-22) (26-28) | サントリーサンバーズ （3勝1敗） | 草薙総合運動場体育館 観客数: 1,700人 主審: 勝又正 副審: 加藤孝仁 |
| #214 | 2009年12月13日 15:30 |                         |                                       |                                 | 草薙総合運動場体育館 観客数: 1,700人 主審: 勝又正 副審: 加藤孝仁 |

| #215 | 2009年12月13日 13:00 |                           |                                       |                |                                                              |
| #215 | 2009年12月13日 13:00 | 堺ブレイザーズ （3勝1敗） | 3 - 1 (25-22) (23-25) (25-16) (25-23) | FC東京 （4敗） | 高松市総合体育館 観客数: 1,600人 主審: 石井洋壮 副審: 藤田航 |
| #215 | 2009年12月13日 13:00 |                           |                                       |                | 高松市総合体育館 観客数: 1,600人 主審: 石井洋壮 副審: 藤田航 |

| #216 | 2009年12月13日 15:25 |                                |                               |                                  |                                                              |
| #216 | 2009年12月13日 15:25 | パナソニックパンサーズ （4勝） | 3 - 0 (25-20) (25-21) (25-18) | 大分三好ヴァイセアドラー （4敗） | 高松市総合体育館 観客数: 1,697人 主審: 田中昭彦 副審: 塚本健 |
| #216 | 2009年12月13日 15:25 |                                |                               |                                  | 高松市総合体育館 観客数: 1,697人 主審: 田中昭彦 副審: 塚本健 |

#### 12月26日
| #217 | 2009年12月26日 14:00 |                                 |                                       |                                  |                                                                |
| #217 | 2009年12月26日 14:00 | 豊田合成トレフェルサ （3勝2敗） | 3 - 1 (25-13) (25-16) (17-25) (25-14) | 大分三好ヴァイセアドラー （5敗） | 春日井市総合体育館 観客数: 660人 主審: 田野敏彦 副審: 高橋弘二 |
| #217 | 2009年12月26日 14:00 |                                 |                                       |                                  | 春日井市総合体育館 観客数: 660人 主審: 田野敏彦 副審: 高橋弘二 |

| #218 | 2009年12月26日 16:10 |                                 |                                      |                |                                                                |
| #218 | 2009年12月26日 16:10 | サントリーサンバーズ （4勝1敗） | 3 - 2 (22-25) (25-21) (25-17) (15-9) | FC東京 （5敗） | 春日井市総合体育館 観客数: 550人 主審: 小野将人 副審: 柘植知則 |
| #218 | 2009年12月26日 16:10 |                                 |                                      |                | 春日井市総合体育館 観客数: 550人 主審: 小野将人 副審: 柘植知則 |

| #219 | 2009年12月26日 14:05 |                                   |                                               |                           |                                                                  |
| #219 | 2009年12月26日 14:05 | パナソニックパンサーズ （4勝1敗） | 2 - 3 (26-24) (25-27) (23-25) (25-14) (13-15) | 堺ブレイザーズ （4勝1敗） | 堺市金岡公園体育館 観客数: 2,800人 主審: 村上成司 副審: 北村友香 |
| #219 | 2009年12月26日 14:05 |                                   |                                               |                           | 堺市金岡公園体育館 観客数: 2,800人 主審: 村上成司 副審: 北村友香 |

| #220 | 2009年12月26日 16:55 |                         |                               |                           |                                                                |
| #220 | 2009年12月26日 16:55 | JTサンダーズ （2勝3敗） | 0 - 3 (14-25) (16-25) (19-25) | 東レ・アローズ （3勝2敗） | 堺市金岡公園体育館 観客数: 1,800人 主審: 印藤智一 副審: 澤達大 |
| #220 | 2009年12月26日 16:55 |                         |                               |                           | 堺市金岡公園体育館 観客数: 1,800人 主審: 印藤智一 副審: 澤達大 |

#### 12月27日
| #221 | 2009年12月27日 13:10 |                                 |                               |                |                                                                                    |
| #221 | 2009年12月27日 13:10 | 豊田合成トレフェルサ （4勝2敗） | 3 - 0 (25-20) (25-15) (25-21) | FC東京 （6敗） | 岐阜メモリアルセンター（で愛ドーム） 観客数: 1,272人 主審: 小野将人 副審: 田野敏彦 |
| #221 | 2009年12月27日 13:10 |                                 |                               |                | 岐阜メモリアルセンター（で愛ドーム） 観客数: 1,272人 主審: 小野将人 副審: 田野敏彦 |

| #222 | 2009年12月27日 15:03 |                                  |                               |                                 |                                                                                  |
| #222 | 2009年12月27日 15:03 | 大分三好ヴァイセアドラー （6敗） | 0 - 3 (23-25) (17-25) (20-25) | サントリーサンバーズ （5勝1敗） | 岐阜メモリアルセンター（で愛ドーム） 観客数: 1,478人 主審: 高橋弘二 副審: 辻知幸 |
| #222 | 2009年12月27日 15:03 |                                  |                               |                                 | 岐阜メモリアルセンター（で愛ドーム） 観客数: 1,478人 主審: 高橋弘二 副審: 辻知幸 |

| #223 | 2009年12月27日 13:00 |                           |                                               |                           |                                                                  |
| #223 | 2009年12月27日 13:00 | 東レ・アローズ （3勝3敗） | 2 - 3 (25-22) (23-25) (25-27) (25-18) (11-15) | 堺ブレイザーズ （5勝1敗） | 堺市金岡公園体育館 観客数: 2,600人 主審: 北村友香 副審: 村上成司 |
| #223 | 2009年12月27日 13:00 |                           |                                               |                           | 堺市金岡公園体育館 観客数: 2,600人 主審: 北村友香 副審: 村上成司 |

| #224 | 2009年12月27日 15:40 |                         |                               |                                   |                                                                |
| #224 | 2009年12月27日 15:40 | JTサンダーズ （2勝4敗） | 0 - 3 (17-25) (20-25) (22-25) | パナソニックパンサーズ （5勝1敗） | 堺市金岡公園体育館 観客数: 2,400人 主審: 澤達大 副審: 印藤智一 |
| #224 | 2009年12月27日 15:40 |                         |                               |                                   | 堺市金岡公園体育館 観客数: 2,400人 主審: 澤達大 副審: 印藤智一 |

#### 1月9日
| #225 | 2010年1月9日 14:00 |                                 |                                               |                                 |                                                                          |
| #225 | 2010年1月9日 14:00 | サントリーサンバーズ （5勝2敗） | 2 - 3 (23-25) (25-20) (23-25) (25-20) (11-15) | 豊田合成トレフェルサ （5勝2敗） | 伊那勤労者福祉センター体育館 観客数: 1,390人 主審: 勝又正 副審: 中島俊昌 |
| #225 | 2010年1月9日 14:00 |                                 |                                               |                                 | 伊那勤労者福祉センター体育館 観客数: 1,390人 主審: 勝又正 副審: 中島俊昌 |

| #226 | 2010年1月9日 16:41 |                |                                       |                                     |                                                                          |
| #226 | 2010年1月9日 16:41 | FC東京 （7敗） | 1 - 3 (24-26) (25-16) (21-25) (27-29) | 大分三好ヴァイセアドラー （1勝6敗） | 伊那勤労者福祉センター体育館 観客数: 1,390人 主審: 田野敏彦 副審: 澤達大 |
| #226 | 2010年1月9日 16:41 |                |                                       |                                     | 伊那勤労者福祉センター体育館 観客数: 1,390人 主審: 田野敏彦 副審: 澤達大 |

| #227 | 2010年1月9日 14:00 |                           |                                               |                                   |                                                                                          |
| #227 | 2010年1月9日 14:00 | 東レ・アローズ （4勝3敗） | 3 - 2 (24-26) (32-30) (21-25) (25-22) (15-11) | パナソニックパンサーズ （5勝2敗） | 広島県立総合体育館（広島グリーンアリーナ） 観客数: 2,915人 主審: 冨田博一 副審: 横山寿一 |
| #227 | 2010年1月9日 14:00 |                           |                                               |                                   | 広島県立総合体育館（広島グリーンアリーナ） 観客数: 2,915人 主審: 冨田博一 副審: 横山寿一 |

| #228 | 2010年1月9日 16:45 |                         |                               |                           |                                                                                        |
| #228 | 2010年1月9日 16:45 | JTサンダーズ （3勝4敗） | 3 - 0 (25-23) (25-21) (25-23) | 堺ブレイザーズ （5勝2敗） | 広島県立総合体育館（広島グリーンアリーナ） 観客数: 3,709人 主審: 村中伸 副審: 代居正巳 |
| #228 | 2010年1月9日 16:45 |                         |                               |                           | 広島県立総合体育館（広島グリーンアリーナ） 観客数: 3,709人 主審: 村中伸 副審: 代居正巳 |

#### 1Legの結果
| 順位 | チーム名                 | 試合数 | 勝数 | 敗数 | 勝率  | 備考                        |
| ---- | ------------------------ | ------ | ---- | ---- | ----- | --------------------------- |
| 1    | パナソニック・パンサーズ | 7      | 5    | 2    | 0.714 | セット率 1.900              |
| 2    | サントリーサンバーズ     | 7      | 5    | 2    | 0.714 | セット率 1.636 得点率 1.069 |
| 3    | 豊田合成トレフェルサ     | 7      | 5    | 2    | 0.714 | セット率 1.636 得点率 1.041 |
| 4    | 堺ブレイザーズ           | 7      | 5    | 2    | 0.714 | セット率 1.333              |
| 5    | 東レ・アローズ           | 7      | 4    | 3    | 0.571 |                             |
| 6    | JTサンダーズ             | 7      | 3    | 4    | 0.429 |                             |
| 7    | 大分三好ヴァイセアドラー | 7      | 1    | 6    | 0.143 |                             |
| 8    | FC東京                   | 7      | 0    | 7    | 0.000 |                             |

### 2Leg

#### 1月10日
| #229 | 2010年1月10日 13:00 |                                     |                                       |                                 |                                                                |
| #229 | 2010年1月10日 13:00 | 大分三好ヴァイセアドラー （1勝7敗） | 1 - 3 (25-22) (13-25) (22-25) (18-25) | 豊田合成トレフェルサ （6勝2敗） | 岡谷市民総合体育館 観客数: 1,560人 主審: 澤達大 副審: 田野昭彦 |
| #229 | 2010年1月10日 13:00 |                                     |                                       |                                 | 岡谷市民総合体育館 観客数: 1,560人 主審: 澤達大 副審: 田野昭彦 |

| #230 | 2010年1月10日 15:15 |                |                                       |                                 |                                                                |
| #230 | 2010年1月10日 15:15 | FC東京 （8敗） | 1 - 3 (27-25) (18-25) (24-26) (15-25) | サントリーサンバーズ （6勝2敗） | 岡谷市民総合体育館 観客数: 1,800人 主審: 勝又正 副審: 中島俊昌 |
| #230 | 2010年1月10日 15:15 |                |                                       |                                 | 岡谷市民総合体育館 観客数: 1,800人 主審: 勝又正 副審: 中島俊昌 |

| #231 | 2010年1月10日 13:00 |                           |                               |                           |                                                                                          |
| #231 | 2010年1月10日 13:00 | 東レ・アローズ （5勝3敗） | 3 - 0 (25-18) (25-22) (25-19) | 堺ブレイザーズ （5勝3敗） | 広島県立総合体育館（広島グリーンアリーナ） 観客数: 3,810人 主審: 石井洋壮 副審: 横山寿一 |
| #231 | 2010年1月10日 13:00 |                           |                               |                           | 広島県立総合体育館（広島グリーンアリーナ） 観客数: 3,810人 主審: 石井洋壮 副審: 横山寿一 |

| #232 | 2010年1月10日 15:00 |                         |                                               |                                   |                                                                                        |
| #232 | 2010年1月10日 15:00 | JTサンダーズ （3勝5敗） | 2 - 3 (25-22) (19-25) (23-25) (28-26) (11-15) | パナソニックパンサーズ （6勝2敗） | 広島県立総合体育館（広島グリーンアリーナ） 観客数: 4,540人 主審: 代居正巳 副審: 村中伸 |
| #232 | 2010年1月10日 15:00 |                         |                                               |                                   | 広島県立総合体育館（広島グリーンアリーナ） 観客数: 4,540人 主審: 代居正巳 副審: 村中伸 |

#### 1月16日
| #233 | 2010年1月16日 14:00 |                                   |                                       |                           | |
| #233 | 2010年1月16日 14:00 | パナソニックパンサーズ （7勝2敗） | 3 - 1 (25-20) (26-24) (20-25) (25-22) | 東レ・アローズ （5勝4敗） | コカ・コーラウェストスポーツパーク県民体育館（鳥取県立布勢総合運動公園） 観客数: 1,908人 主審: グレッグ・ルーオー 副審: 冨田博一 |
| #233 | 2010年1月16日 14:00 |                                   |                                       |                           | コカ・コーラウェストスポーツパーク県民体育館（鳥取県立布勢総合運動公園） 観客数: 1,908人 主審: グレッグ・ルーオー 副審: 冨田博一 |

| #234 | 2010年1月16日 16:25 |                           |                               |                         | |
| #234 | 2010年1月16日 16:25 | 堺ブレイザーズ （6勝3敗） | 3 - 0 (25-23) (25-22) (25-23) | JTサンダーズ （3勝6敗） | コカ・コーラウェストスポーツパーク県民体育館（鳥取県立布勢総合運動公園） 観客数: 2,038人 主審: 大塚達也 副審: 浜本英之 |
| #234 | 2010年1月16日 16:25 |                           |                               |                         | コカ・コーラウェストスポーツパーク県民体育館（鳥取県立布勢総合運動公園） 観客数: 2,038人 主審: 大塚達也 副審: 浜本英之 |

| #235 | 2010年1月16日 14:00 |                                     |                                               |                   |                                                                |
| #235 | 2010年1月16日 14:00 | 大分三好ヴァイセアドラー （1勝8敗） | 2 - 3 (22-25) (25-23) (19-25) (25-19) (13-15) | FC東京 （1勝8敗） | 大分県立総合体育館 観客数: 1,785人 主審: 塚本健 副審: 山本晋五 |
| #235 | 2010年1月16日 14:00 |                                     |                                               |                   | 大分県立総合体育館 観客数: 1,785人 主審: 塚本健 副審: 山本晋五 |

| #236 | 2010年1月16日 16:45 |                                 |                                               |                                 |                                                                  |
| #236 | 2010年1月16日 16:45 | サントリーサンバーズ （6勝3敗） | 2 - 3 (25-14) (22-25) (21-25) (26-24) (13-15) | 豊田合成トレフェルサ （7勝2敗） | 大分県立総合体育館 観客数: 1,924人 主審: 中馬義郎 副審: 安東英児 |
| #236 | 2010年1月16日 16:45 |                                 |                                               |                                 | 大分県立総合体育館 観客数: 1,924人 主審: 中馬義郎 副審: 安東英児 |

#### 1月17日
| #237 | 2010年1月17日 13:10 |                         |                                               |                           | |
| #237 | 2010年1月17日 13:10 | JTサンダーズ （4勝6敗） | 3 - 2 (17-25) (23-25) (25-23) (25-19) (15-12) | 東レ・アローズ （5勝5敗） | コカ・コーラウェストスポーツパーク県民体育館（鳥取県立布勢総合運動公園） 観客数: 2,510人 主審: 大塚達也 副審: 浜本英之 |
| #237 | 2010年1月17日 13:10 |                         |                                               |                           | コカ・コーラウェストスポーツパーク県民体育館（鳥取県立布勢総合運動公園） 観客数: 2,510人 主審: 大塚達也 副審: 浜本英之 |

| #238 | 2010年1月17日 15:50 |                           |                               |                                   | |
| #238 | 2010年1月17日 15:50 | 堺ブレイザーズ （7勝3敗） | 3 - 0 (25-21) (25-22) (25-18) | パナソニックパンサーズ （7勝3敗） | コカ・コーラウェストスポーツパーク県民体育館（鳥取県立布勢総合運動公園） 観客数: 2,727人 主審: 冨田博一 副審: グレッグ・ルーオー |
| #238 | 2010年1月17日 15:50 |                           |                               |                                   | コカ・コーラウェストスポーツパーク県民体育館（鳥取県立布勢総合運動公園） 観客数: 2,727人 主審: 冨田博一 副審: グレッグ・ルーオー |

| #239 | 2010年1月17日 12:00 |                                     |                                               |                                 |                                                                    |
| #239 | 2010年1月17日 12:00 | 大分三好ヴァイセアドラー （1勝9敗） | 2 - 3 (10-25) (25-21) (20-25) (25-22) (14-16) | サントリーサンバーズ （7勝3敗） | ダイハツ九州アリーナ 観客数: 1,215人 主審: 中馬義郎 副審: 山本晋五 |
| #239 | 2010年1月17日 12:00 |                                     |                                               |                                 | ダイハツ九州アリーナ 観客数: 1,215人 主審: 中馬義郎 副審: 山本晋五 |

| #240 | 2010年1月17日 14:51 |                                 |                                       |                   |                                                                  |
| #240 | 2010年1月17日 14:51 | 豊田合成トレフェルサ （8勝2敗） | 3 - 1 (25-23) (25-12) (15-25) (27-25) | FC東京 （1勝9敗） | ダイハツ九州アリーナ 観客数: 1,359人 主審: 塚本健 副審: 安東英児 |
| #240 | 2010年1月17日 14:51 |                                 |                                       |                   | ダイハツ九州アリーナ 観客数: 1,359人 主審: 塚本健 副審: 安東英児 |

#### 1月23日
| #241 | 2010年1月23日 14:00 |                           |                                               |                                 |                                                            |
| #241 | 2010年1月23日 14:00 | 東レ・アローズ （5勝6敗） | 2 - 3 (19-25) (25-20) (25-21) (21-25) (11-15) | サントリーサンバーズ （8勝3敗） | 仙台市体育館 観客数: 2,532人 主審: 村上成司 副審: 高橋宏明 |
| #241 | 2010年1月23日 14:00 |                           |                                               |                                 | 仙台市体育館 観客数: 2,532人 主審: 村上成司 副審: 高橋宏明 |

| #242 | 2010年1月23日 16:30 |                    |                                       |                           |                                                              |
| #242 | 2010年1月23日 16:30 | FC東京 （1勝10敗） | 1 - 3 (20-25) (25-27) (25-23) (21-25) | 堺ブレイザーズ （8勝3敗） | 仙台市体育館 観客数: 3,517人 主審: 阿部広太郎 副審: 佐々木功 |
| #242 | 2010年1月23日 16:30 |                    |                                       |                           | 仙台市体育館 観客数: 3,517人 主審: 阿部広太郎 副審: 佐々木功 |

| #243 | 2010年1月23日 14:00 |                                 |                                       |                                   |                                                                                  |
| #243 | 2010年1月23日 14:00 | 豊田合成トレフェルサ （8勝3敗） | 1 - 3 (25-18) (26-28) (16-25) (23-25) | パナソニックパンサーズ （8勝3敗） | 氷見市ふれあいスポーツセンター 観客数: 2,080人 主審: CHUNG Cedric 副審: 三見洋子 |
| #243 | 2010年1月23日 14:00 |                                 |                                       |                                   | 氷見市ふれあいスポーツセンター 観客数: 2,080人 主審: CHUNG Cedric 副審: 三見洋子 |

| #244 | 2010年1月23日 16:30 |                                     |                                       |                         |                                                                               |
| #244 | 2010年1月23日 16:30 | 大分三好ヴァイセアドラー （2勝9敗） | 3 - 1 (24-26) (25-21) (25-23) (25-22) | JTサンダーズ （4勝7敗） | 氷見市ふれあいスポーツセンター 観客数: 2,020人 主審: LEE Karen 副審: 田野昭彦 |
| #244 | 2010年1月23日 16:30 |                                     |                                       |                         | 氷見市ふれあいスポーツセンター 観客数: 2,020人 主審: LEE Karen 副審: 田野昭彦 |

#### 1月24日
| #245 | 2010年1月24日 13:00 |                           |                       |          |                                                              |
| #245 | 2010年1月24日 13:00 | 堺ブレイザーズ （9勝3敗） | 3 - 0 (25-22) (25-21) | （勝敗） | 仙台市体育館 観客数: 2,186人 主審: 阿部広太郎 副審: 佐々木功 |
| #245 | 2010年1月24日 13:00 |                           |                       |          | 仙台市体育館 観客数: 2,186人 主審: 阿部広太郎 副審: 佐々木功 |

| #246 | 2010年1月24日 15:20 |                    |                               |                           |                                                            |
| #246 | 2010年1月24日 15:20 | FC東京 （1勝11敗） | 0 - 3 (23-25) (15-25) (26-28) | 東レ・アローズ （6勝6敗） | 仙台市体育館 観客数: 3,125人 主審: 村上成司 副審: 高橋宏明 |
| #246 | 2010年1月24日 15:20 |                    |                               |                           | 仙台市体育館 観客数: 3,125人 主審: 村上成司 副審: 高橋宏明 |

| #247 | 2010年1月24日 12:00 |                                 |                       |                         |                                                                               |
| #247 | 2010年1月24日 12:00 | 豊田合成トレフェルサ （9勝3敗） | 3 - 0 (25-18) (25-15) | JTサンダーズ （4勝8敗） | 氷見市ふれあいスポーツセンター 観客数: 1,860人 主審: 田野昭彦 副審: LEE Karen |
| #247 | 2010年1月24日 12:00 |                                 |                       |                         | 氷見市ふれあいスポーツセンター 観客数: 1,860人 主審: 田野昭彦 副審: LEE Karen |

| #248 | 2010年1月24日 14:00 |                                   |                                       |                                      |                                                                                  |
| #248 | 2010年1月24日 14:00 | パナソニックパンサーズ （9勝3敗） | 3 - 1 (23-25) (25-20) (25-18) (25-16) | 大分三好ヴァイセアドラー （2勝10敗） | 氷見市ふれあいスポーツセンター 観客数: 2,020人 主審: 三見洋子 副審: CHUNG Cedric |
| #248 | 2010年1月24日 14:00 |                                   |                                       |                                      | 氷見市ふれあいスポーツセンター 観客数: 2,020人 主審: 三見洋子 副審: CHUNG Cedric |

#### 1月30日
| #249 | 2010年1月30日 14:00 |                         |                                       |                                 |                                                              |
| #249 | 2010年1月30日 14:00 | JTサンダーズ （5勝8敗） | 3 - 1 (23-25) (25-21) (26-24) (28-26) | サントリーサンバーズ （8勝5敗） | 京都府立体育館 観客数: 2,610人 主審: 小野将人 副審: 北村友香 |
| #249 | 2010年1月30日 14:00 |                         |                                       |                                 | 京都府立体育館 観客数: 2,610人 主審: 小野将人 副審: 北村友香 |

| #250 | 2010年1月30日 16:30 |                    |                               |                                    |                                                                        |
| #250 | 2010年1月30日 16:30 | FC東京 （1勝12敗） | 0 - 3 (19-25) (17-25) (19-25) | パナソニックパンサーズ （10勝3敗） | 京都府立体育館 観客数: 2,850人 主審: グレッグ・ルーオー 副審: 加地尚樹 |
| #250 | 2010年1月30日 16:30 |                    |                               |                                    | 京都府立体育館 観客数: 2,850人 主審: グレッグ・ルーオー 副審: 加地尚樹 |

| #251 | 2010年1月30日 14:00 |                                 |                               |                            |                                                                |
| #251 | 2010年1月30日 14:00 | 豊田合成トレフェルサ （9勝4敗） | 0 - 3 (18-25) (17-25) (21-25) | 堺ブレイザーズ （10勝3敗） | 堺市金岡公園体育館 観客数: 2,100人 主審: 冨田満 副審: 石井洋壮 |
| #251 | 2010年1月30日 14:00 |                                 |                               |                            | 堺市金岡公園体育館 観客数: 2,100人 主審: 冨田満 副審: 石井洋壮 |

| #252 | 2010年1月30日 16:00 |                                      |                               |                           |                                                                |
| #252 | 2010年1月30日 16:00 | 大分三好ヴァイセアドラー （2勝11敗） | 0 - 3 (21-25) (25-27) (14-25) | 東レ・アローズ （7勝6敗） | 堺市金岡公園体育館 観客数: 1,350人 主審: 田野敏彦 副審: 建井敬 |
| #252 | 2010年1月30日 16:00 |                                      |                               |                           | 堺市金岡公園体育館 観客数: 1,350人 主審: 田野敏彦 副審: 建井敬 |

#### 1月31日
| #253 | 2010年1月31日 13:00 |                         |                                       |                    |                                                              |
| #253 | 2010年1月31日 13:00 | JTサンダーズ （6勝8敗） | 3 - 1 (24-26) (25-23) (29-27) (27-25) | FC東京 （1勝13敗） | 京都府立体育館 観客数: 2,470人 主審: 北村友香 副審: 田野敏彦 |
| #253 | 2010年1月31日 13:00 |                         |                                       |                    | 京都府立体育館 観客数: 2,470人 主審: 北村友香 副審: 田野敏彦 |

| #254 | 2010年1月31日 15:35 |                                    |                               |                                 |                                                              |
| #254 | 2010年1月31日 15:35 | パナソニックパンサーズ （11勝3敗） | 3 - 0 (25-16) (25-14) (25-20) | サントリーサンバーズ （8勝6敗） | 京都府立体育館 観客数: 3,260人 主審: 石井洋壮 副審: 加地尚樹 |
| #254 | 2010年1月31日 15:35 |                                    |                               |                                 | 京都府立体育館 観客数: 3,260人 主審: 石井洋壮 副審: 加地尚樹 |

| #255 | 2010年1月31日 13:00 |                                      |                                       |                            |                                                                          |
| #255 | 2010年1月31日 13:00 | 大分三好ヴァイセアドラー （2勝12敗） | 1 - 3 (21-25) (25-20) (19-25) (21-25) | 堺ブレイザーズ （11勝3敗） | 堺市金岡公園体育館 観客数: 2,000人 主審: グレッグ・ルーオー 副審: 冨田満 |
| #255 | 2010年1月31日 13:00 |                                      |                                       |                            | 堺市金岡公園体育館 観客数: 2,000人 主審: グレッグ・ルーオー 副審: 冨田満 |

| #256 | 2010年1月31日 15:30 |                           |                                       |                                 |                                                                  |
| #256 | 2010年1月31日 15:30 | 東レ・アローズ （8勝6敗） | 3 - 1 (30-28) (25-22) (22-25) (25-21) | 豊田合成トレフェルサ （9勝5敗） | 堺市金岡公園体育館 観客数: 1,300人 主審: 小野将人 副審: 西中野健 |
| #256 | 2010年1月31日 15:30 |                           |                                       |                                 | 堺市金岡公園体育館 観客数: 1,300人 主審: 小野将人 副審: 西中野健 |

#### 2Legの結果
| 順位 | チーム名                 | 試合数 | 勝数 | 敗数 | 勝率  | 備考           |
| ---- | ------------------------ | ------ | ---- | ---- | ----- | -------------- |
| 1    | 堺ブレイザーズ           | 7      | 6    | 1    | 0.857 | セット率 3.600 |
| 2    | パナソニック・パンサーズ | 7      | 6    | 1    | 0.857 | セット率 2.250 |
| 3    | 東レ・アローズ           | 7      | 4    | 3    | 0.571 | セット率 1.700 |
| 4    | 豊田合成トレフェルサ     | 7      | 4    | 3    | 0.571 | セット率 1.077 |
| 5    | JTサンダーズ             | 7      | 3    | 4    | 0.429 | セット率 0.750 |
| 6    | サントリーサンバーズ     | 7      | 3    | 4    | 0.429 | セット率 0.706 |
| 7    | 大分三好ヴァイセアドラー | 7      | 1    | 6    | 0.143 | セット率 0.526 |
| 8    | FC東京                   | 7      | 1    | 6    | 0.143 | セット率 0.350 |

### 3Leg

#### 2月6日
| #257 | 2010年2月6日 14:00 |                                      |                                       |                                    |                                                                  |
| #257 | 2010年2月6日 14:00 | 大分三好ヴァイセアドラー （2勝13敗） | 1 - 3 (19-25) (25-20) (28-30) (19-25) | パナソニックパンサーズ （12勝3敗） | 町田市立総合体育館 観客数: 1,800人 主審: 田中昭彦 副審: 高田恒樹 |
| #257 | 2010年2月6日 14:00 |                                      |                                       |                                    | 町田市立総合体育館 観客数: 1,800人 主審: 田中昭彦 副審: 高田恒樹 |

| #258 | 2010年2月6日 16:35 |                           |                               |                    |                                                                |
| #258 | 2010年2月6日 16:35 | 東レ・アローズ （9勝6敗） | 3 - 0 (25-16) (25-19) (25-17) | FC東京 （1勝14敗） | 町田市立総合体育館 観客数: 2,000人 主審: 澤達大 副審: 田野敏彦 |
| #258 | 2010年2月6日 16:35 |                           |                               |                    | 町田市立総合体育館 観客数: 2,000人 主審: 澤達大 副審: 田野敏彦 |

| #259 | 2010年2月6日 14:00 |                                 |                               |                                 |                                                                              |
| #259 | 2010年2月6日 14:00 | サントリーサンバーズ （9勝6敗） | 3 - 0 (25-20) (25-22) (25-21) | 豊田合成トレフェルサ （9勝6敗） | 呉市総合体育館（オークアリーナ） 観客数: 1,600人 主審: 冨田満 副審: 横山寿一 |
| #259 | 2010年2月6日 14:00 |                                 |                               |                                 | 呉市総合体育館（オークアリーナ） 観客数: 1,600人 主審: 冨田満 副審: 横山寿一 |

| #260 | 2010年2月6日 16:00 |                            |                                               |                         |                                                                                |
| #260 | 2010年2月6日 16:00 | 堺ブレイザーズ （11勝4敗） | 2 - 3 (25-18) (25-16) (23-25) (21-25) (11-15) | JTサンダーズ （7勝8敗） | 呉市総合体育館（オークアリーナ） 観客数: 1,830人 主審: 山田道人 副審: 山本和良 |
| #260 | 2010年2月6日 16:00 |                            |                                               |                         | 呉市総合体育館（オークアリーナ） 観客数: 1,830人 主審: 山田道人 副審: 山本和良 |

#### 2月7日
| #261 | 2010年2月7日 13:00 |                           |                                               |                                    |                                                                |
| #261 | 2010年2月7日 13:00 | 東レ・アローズ （9勝7敗） | 2 - 3 (21-25) (19-25) (25-20) (25-21) (19-21) | パナソニックパンサーズ （13勝3敗） | 町田市立総合体育館 観客数: 2,100人 主審: 田中昭彦 副審: 中村中 |
| #261 | 2010年2月7日 13:00 |                           |                                               |                                    | 町田市立総合体育館 観客数: 2,100人 主審: 田中昭彦 副審: 中村中 |

| #262 | 2010年2月7日 15:55 |                                      |                                       |                    |                                                                |
| #262 | 2010年2月7日 15:55 | 大分三好ヴァイセアドラー （2勝14敗） | 1 - 3 (27-25) (31-33) (26-28) (20-25) | FC東京 （2勝14敗） | 町田市立総合体育館 観客数: 1,800人 主審: 田野敏彦 副審: 澤達大 |
| #262 | 2010年2月7日 15:55 |                                      |                                       |                    | 町田市立総合体育館 観客数: 1,800人 主審: 田野敏彦 副審: 澤達大 |

| #263 | 2010年2月7日 13:10 |                            |                                       |                                 |                                                                              |
| #263 | 2010年2月7日 13:10 | 堺ブレイザーズ （12勝4敗） | 3 - 1 (25-22) (20-25) (25-23) (25-21) | サントリーサンバーズ （9勝7敗） | 呉市総合体育館（オークアリーナ） 観客数: 1,400人 主審: 冨田満 副審: 横山寿一 |
| #263 | 2010年2月7日 13:10 |                            |                                       |                                 | 呉市総合体育館（オークアリーナ） 観客数: 1,400人 主審: 冨田満 副審: 横山寿一 |

| #264 | 2010年2月7日 15:35 |                         |                                               |                                 |                                                                                |
| #264 | 2010年2月7日 15:35 | JTサンダーズ （8勝8敗） | 3 - 2 (25-12) (21-25) (25-15) (25-27) (25-23) | 豊田合成トレフェルサ （9勝7敗） | 呉市総合体育館（オークアリーナ） 観客数: 1,650人 主審: 山本和良 副審: 山田道人 |
| #264 | 2010年2月7日 15:35 |                         |                                               |                                 | 呉市総合体育館（オークアリーナ） 観客数: 1,650人 主審: 山本和良 副審: 山田道人 |

#### 2月13日
| #265 | 2010年2月13日 11:05 |                            |                       |                                 |                                                          |
| #265 | 2010年2月13日 11:05 | 東レ・アローズ （10勝7敗） | 3 - 0 (25-15) (25-19) | サントリーサンバーズ （9勝8敗） | 東京体育館 観客数: 2,800人 主審: 小野将人 副審: 印藤智一 |
| #265 | 2010年2月13日 11:05 |                            |                       |                                 | 東京体育館 観客数: 2,800人 主審: 小野将人 副審: 印藤智一 |

| #266 | 2010年2月13日 13:05 |                         |                                       |                                      |                                                          |
| #266 | 2010年2月13日 13:05 | JTサンダーズ （8勝9敗） | 1 - 3 (21-25) (25-12) (24-26) (21-25) | 大分三好ヴァイセアドラー （3勝14敗） | 東京体育館 観客数: 3,500人 主審: 田中昭彦 副審: 中西幸治 |
| #266 | 2010年2月13日 13:05 |                         |                                       |                                      | 東京体育館 観客数: 3,500人 主審: 田中昭彦 副審: 中西幸治 |

| #267 | 2010年2月13日 15:20 |                            |                               |                                    |                                                        |
| #267 | 2010年2月13日 15:20 | 堺ブレイザーズ （13勝4敗） | 3 - 0 (25-22) (25-15) (25-23) | パナソニックパンサーズ （13勝4敗） | 東京体育館 観客数: 4,300人 主審: 村上成司 副審: 冨田満 |
| #267 | 2010年2月13日 15:20 |                            |                               |                                    | 東京体育館 観客数: 4,300人 主審: 村上成司 副審: 冨田満 |

| #268 | 2010年2月13日 17:10 |                                 |                               |                    |                                                      |
| #268 | 2010年2月13日 17:10 | 豊田合成トレフェルサ （9勝8敗） | 0 - 3 (22-25) (21-25) (22-25) | FC東京 （3勝14敗） | 東京体育館 観客数: 3,000人 主審: 村中伸 副審: 江下毅 |
| #268 | 2010年2月13日 17:10 |                                 |                               |                    | 東京体育館 観客数: 3,000人 主審: 村中伸 副審: 江下毅 |

#### 2月14日
| #269 | 2010年2月14日 11:05 |                                  |                               |                                      |                                                          |
| #269 | 2010年2月14日 11:05 | サントリーサンバーズ （10勝8敗） | 3 - 0 (25-16) (25-21) (25-22) | 大分三好ヴァイセアドラー （3勝15敗） | 東京体育館 観客数: 2,400人 主審: 冨田満 副審: 薄井真知子 |
| #269 | 2010年2月14日 11:05 |                                  |                               |                                      | 東京体育館 観客数: 2,400人 主審: 冨田満 副審: 薄井真知子 |

| #270 | 2010年2月14日 13:05 |                            |                               |                          |                                                      |
| #270 | 2010年2月14日 13:05 | 東レ・アローズ （11勝7敗） | 3 - 0 (25-23) (25-20) (25-21) | JTサンダーズ （8勝10敗） | 東京体育館 観客数: 3,500人 主審: 江下毅 副審: 村中伸 |
| #270 | 2010年2月14日 13:05 |                            |                               |                          | 東京体育館 観客数: 3,500人 主審: 江下毅 副審: 村中伸 |

| #271 | 2010年2月14日 15:05 |                                 |                                       |                                    |                                                          |
| #271 | 2010年2月14日 15:05 | 豊田合成トレフェルサ （9勝9敗） | 1 - 3 (20-25) (18-25) (25-18) (30-32) | パナソニックパンサーズ （14勝4敗） | 東京体育館 観客数: 3,200人 主審: 印藤智一 副審: 田中昭彦 |
| #271 | 2010年2月14日 15:05 |                                 |                                       |                                    | 東京体育館 観客数: 3,200人 主審: 印藤智一 副審: 田中昭彦 |

| #272 | 2010年2月14日 17:30 |                            |                                       |                    |                                                          |
| #272 | 2010年2月14日 17:30 | 堺ブレイザーズ （14勝4敗） | 3 - 1 (25-23) (21-25) (25-14) (25-11) | FC東京 （3勝15敗） | 東京体育館 観客数: 3,500人 主審: 村上成司 副審: 小野将人 |
| #272 | 2010年2月14日 17:30 |                            |                                       |                    | 東京体育館 観客数: 3,500人 主審: 村上成司 副審: 小野将人 |

#### 2月20日
| #273 | 2010年2月20日 14:00 |                            |                                               |                            |                                                                  |
| #273 | 2010年2月20日 14:00 | 堺ブレイザーズ （14勝5敗） | 2 - 3 (25-18) (18-25) (14-25) (25-22) (10-15) | 東レ・アローズ （12勝7敗） | 北九州市立総合体育館 観客数: 5,170人 主審: 塚本健 副審: 代居正巳 |
| #273 | 2010年2月20日 14:00 |                            |                                               |                            | 北九州市立総合体育館 観客数: 5,170人 主審: 塚本健 副審: 代居正巳 |

| #274 | 2010年2月20日 16:30 |                                      |                               |                                  |                                                                    |
| #274 | 2010年2月20日 16:30 | 大分三好ヴァイセアドラー （3勝16敗） | 0 - 3 (19-25) (23-25) (22-25) | 豊田合成トレフェルサ （10勝9敗） | 北九州市立総合体育館 観客数: 3,500人 主審: 田野敏彦 副審: 須藤義弘 |
| #274 | 2010年2月20日 16:30 |                                      |                               |                                  | 北九州市立総合体育館 観客数: 3,500人 主審: 田野敏彦 副審: 須藤義弘 |

| #275 | 2010年2月20日 13:00 |                                    |                                               |                                  |                                                                |
| #275 | 2010年2月20日 13:00 | パナソニックパンサーズ （15勝4敗） | 3 - 2 (32-30) (20-25) (22-25) (35-33) (16-14) | サントリーサンバーズ （10勝9敗） | 玉名市総合体育館 観客数: 3,000人 主審: 大塚達也 副審: 冨田博一 |
| #275 | 2010年2月20日 13:00 |                                    |                                               |                                  | 玉名市総合体育館 観客数: 3,000人 主審: 大塚達也 副審: 冨田博一 |

| #276 | 2010年2月20日 16:17 |                    |                               |                          |                                                                          |
| #276 | 2010年2月20日 16:17 | FC東京 （3勝16敗） | 0 - 3 (22-25) (23-25) (32-34) | JTサンダーズ （9勝10敗） | 玉名市総合体育館 観客数: 2,500人 主審: グレッグ・ルーオー 副審: 坂本紀一 |
| #276 | 2010年2月20日 16:17 |                    |                               |                          | 玉名市総合体育館 観客数: 2,500人 主審: グレッグ・ルーオー 副審: 坂本紀一 |

#### 2月21日
| #277 | 2010年2月21日 13:00 |                                      |                                               |                            |                                                                  |
| #277 | 2010年2月21日 13:00 | 大分三好ヴァイセアドラー （3勝17敗） | 2 - 3 (25-18) (20-25) (25-22) (16-25) (10-15) | 堺ブレイザーズ （15勝5敗） | 北九州市立総合体育館 観客数: 4,980人 主審: 代居正巳 副審: 塚本健 |
| #277 | 2010年2月21日 13:00 |                                      |                                               |                            | 北九州市立総合体育館 観客数: 4,980人 主審: 代居正巳 副審: 塚本健 |

| #278 | 2010年2月21日 15:40 |                            |                                       |                                   |                                                                    |
| #278 | 2010年2月21日 15:40 | 東レ・アローズ （13勝7敗） | 3 - 1 (23-25) (25-20) (25-16) (25-19) | 豊田合成トレフェルサ （10勝10敗） | 北九州市立総合体育館 観客数: 3,754人 主審: 田野敏彦 副審: 須藤義弘 |
| #278 | 2010年2月21日 15:40 |                            |                                       |                                   | 北九州市立総合体育館 観客数: 3,754人 主審: 田野敏彦 副審: 須藤義弘 |

| #279 | 2010年2月21日 12:00 |                    |                               |                                  |                                                                  |
| #279 | 2010年2月21日 12:00 | FC東京 （3勝17敗） | 0 - 3 (20-25) (17-25) (21-25) | サントリーサンバーズ （11勝9敗） | 熊本県立総合体育館 観客数: 4,000人 主審: 冨田博一 副審: 坂本紀一 |
| #279 | 2010年2月21日 12:00 |                    |                               |                                  | 熊本県立総合体育館 観客数: 4,000人 主審: 冨田博一 副審: 坂本紀一 |

| #280 | 2010年2月21日 14:00 |                                    |                               |                          |                                                                            |
| #280 | 2010年2月21日 14:00 | パナソニックパンサーズ （16勝4敗） | 3 - 0 (25-17) (25-21) (25-20) | JTサンダーズ （9勝11敗） | 熊本県立総合体育館 観客数: 3,938人 主審: 大塚達也 副審: グレッグ・ルーオー |
| #280 | 2010年2月21日 14:00 |                                    |                               |                          | 熊本県立総合体育館 観客数: 3,938人 主審: 大塚達也 副審: グレッグ・ルーオー |

#### 2月27日
| #281 | 2010年2月27日 14:00 |                                   |                               |                            |                                                                                                |
| #281 | 2010年2月27日 14:00 | 豊田合成トレフェルサ （11勝10敗） | 3 - 0 (25-21) (25-19) (25-21) | 堺ブレイザーズ （15勝6敗） | 小牧市スポーツ公園総合体育館（パークアリーナ小牧） 観客数: 1,850人 主審: 村中伸 副審: 村上成司 |
| #281 | 2010年2月27日 14:00 |                                   |                               |                            | 小牧市スポーツ公園総合体育館（パークアリーナ小牧） 観客数: 1,850人 主審: 村中伸 副審: 村上成司 |

| #282 | 2010年2月27日 16:00 |                           |                               |                                   |                                                                                                  |
| #282 | 2010年2月27日 16:00 | JTサンダーズ （10勝11敗） | 3 - 0 (25-23) (25-22) (25-23) | サントリーサンバーズ （11勝10敗） | 小牧市スポーツ公園総合体育館（パークアリーナ小牧） 観客数: 1,550人 主審: 山本和良 副審: 柘植知則 |
| #282 | 2010年2月27日 16:00 |                           |                               |                                   | 小牧市スポーツ公園総合体育館（パークアリーナ小牧） 観客数: 1,550人 主審: 山本和良 副審: 柘植知則 |

| #283 | 2010年2月27日 14:00 |                            |                                       |                                      |                                                                    |
| #283 | 2010年2月27日 14:00 | 東レ・アローズ （14勝7敗） | 3 - 1 (25-17) (25-21) (22-25) (25-16) | 大分三好ヴァイセアドラー （3勝18敗） | パナソニックアリーナ 観客数: 1,350人 主審: 印藤智一 副審: 西中野健 |
| #283 | 2010年2月27日 14:00 |                            |                                       |                                      | パナソニックアリーナ 観客数: 1,350人 主審: 印藤智一 副審: 西中野健 |

| #284 | 2010年2月27日 16:15 |                                    |                                               |                    |                                                                              |
| #284 | 2010年2月27日 16:15 | パナソニックパンサーズ （17勝4敗） | 3 - 2 (21-25) (25-15) (25-22) (24-26) (15-11) | FC東京 （3勝18敗） | パナソニックアリーナ 観客数: 1,950人 主審: 冨田博一 副審: グレッグ・ルーオー |
| #284 | 2010年2月27日 16:15 |                                    |                                               |                    | パナソニックアリーナ 観客数: 1,950人 主審: 冨田博一 副審: グレッグ・ルーオー |

#### 3Legの結果
| 順位 | チーム名                 | 試合数 | 勝数 | 敗数 | 勝率  | 備考           |
| ---- | ------------------------ | ------ | ---- | ---- | ----- | -------------- |
| 1    | 東レ・アローズ           | 7      | 6    | 1    | 0.857 | セット率 2.857 |
| 2    | パナソニック・パンサーズ | 7      | 6    | 1    | 0.857 | セット率 1.636 |
| 3    | 堺ブレイザーズ           | 7      | 4    | 3    | 0.571 | セット率 1.231 |
| 4    | JTサンダーズ             | 7      | 4    | 3    | 0.571 | セット率 1.000 |
| 5    | サントリーサンバーズ     | 7      | 3    | 4    | 0.429 |                |
| 6    | 豊田合成トレフェルサ     | 7      | 2    | 5    | 0.286 | セット率 0.667 |
| 7    | FC東京                   | 7      | 2    | 5    | 0.286 | セット率 0.562 |
| 8    | 大分三好ヴァイセアドラー | 7      | 1    | 6    | 0.143 |                |

### 4Leg

#### 2月28日
| #285 | 2010年2月28日 13:00 |                                   |                                       |                                   |                                                                                                |
| #285 | 2010年2月28日 13:00 | 豊田合成トレフェルサ （11勝11敗） | 1 - 3 (25-18) (23-25) (17-25) (21-25) | サントリーサンバーズ （12勝10敗） | 小牧市スポーツ公園総合体育館（パークアリーナ小牧） 観客数: 1,740人 主審: 山本和良 副審: 村中伸 |
| #285 | 2010年2月28日 13:00 |                                   |                                       |                                   | 小牧市スポーツ公園総合体育館（パークアリーナ小牧） 観客数: 1,740人 主審: 山本和良 副審: 村中伸 |

| #286 | 2010年2月28日 15:20 |                           |                               |                            |                                                                                                  |
| #286 | 2010年2月28日 15:20 | JTサンダーズ （11勝11敗） | 3 - 0 (25-21) (25-22) (25-17) | 堺ブレイザーズ （15勝7敗） | 小牧市スポーツ公園総合体育館（パークアリーナ小牧） 観客数: 1,560人 主審: 村上成司 副審: 柘植知則 |
| #286 | 2010年2月28日 15:20 |                           |                               |                            | 小牧市スポーツ公園総合体育館（パークアリーナ小牧） 観客数: 1,560人 主審: 村上成司 副審: 柘植知則 |

| #287 | 2010年2月28日 13:05 |                    |                                       |                                      |                                                                    |
| #287 | 2010年2月28日 13:05 | FC東京 （4勝18敗） | 3 - 1 (28-26) (22-25) (25-22) (25-23) | 大分三好ヴァイセアドラー （3勝19敗） | パナソニックアリーナ 観客数: 1,850人 主審: 印藤智一 副審: 西中野健 |
| #287 | 2010年2月28日 13:05 |                    |                                       |                                      | パナソニックアリーナ 観客数: 1,850人 主審: 印藤智一 副審: 西中野健 |

| #288 | 2010年2月28日 15:30 |                            |                                       |                                    |                                                                              |
| #288 | 2010年2月28日 15:30 | 東レ・アローズ （14勝8敗） | 1 - 3 (25-21) (23-25) (15-25) (18-25) | パナソニックパンサーズ （18勝4敗） | パナソニックアリーナ 観客数: 2,400人 主審: グレッグ・ルーオー 副審: 冨田博一 |
| #288 | 2010年2月28日 15:30 |                            |                                       |                                    | パナソニックアリーナ 観客数: 2,400人 主審: グレッグ・ルーオー 副審: 冨田博一 |

#### 3月6日
| #289 | 2010年3月6日 13:00 |                            |                                       |                                   |                                                                            |
| #289 | 2010年3月6日 13:00 | 堺ブレイザーズ （16勝7敗） | 3 - 1 (25-17) (16-25) (29-27) (25-21) | サントリーサンバーズ （12勝11敗） | 山梨県小瀬スポーツ公園武道館 観客数: 1,974人 主審: 石井洋壮 副審: 大澤正弘 |
| #289 | 2010年3月6日 13:00 |                            |                                       |                                   | 山梨県小瀬スポーツ公園武道館 観客数: 1,974人 主審: 石井洋壮 副審: 大澤正弘 |

| #290 | 2010年3月6日 15:31 |                                   |                                               |                           |                                                                          |
| #290 | 2010年3月6日 15:31 | 豊田合成トレフェルサ （12勝11敗） | 3 - 2 (25-20) (23-25) (21-25) (25-23) (15-13) | JTサンダーズ （11勝12敗） | 山梨県小瀬スポーツ公園武道館 観客数: 1,974人 主審: 酒出修 副審: 小野将人 |
| #290 | 2010年3月6日 15:31 |                                   |                                               |                           | 山梨県小瀬スポーツ公園武道館 観客数: 1,974人 主審: 酒出修 副審: 小野将人 |

| #291 | 2010年3月6日 14:00 |                            |                       |                    |                                                                    |
| #291 | 2010年3月6日 14:00 | 東レ・アローズ （15勝8敗） | 3 - 0 (25-22) (25-19) | FC東京 （4勝19敗） | 浜松アリーナ 観客数: 1,580人 主審: グレッグ・ルーオー 副審: 村中伸 |
| #291 | 2010年3月6日 14:00 |                            |                       |                    | 浜松アリーナ 観客数: 1,580人 主審: グレッグ・ルーオー 副審: 村中伸 |

| #292 | 2010年3月6日 16:00 |                                      |                               |                                    |                                                            |
| #292 | 2010年3月6日 16:00 | 大分三好ヴァイセアドラー （3勝20敗） | 0 - 3 (23-25) (22-25) (16-25) | パナソニックパンサーズ （19勝4敗） | 浜松アリーナ 観客数: 1,350人 主審: 山田道人 副審: 加藤孝仁 |
| #292 | 2010年3月6日 16:00 |                                      |                               |                                    | 浜松アリーナ 観客数: 1,350人 主審: 山田道人 副審: 加藤孝仁 |

#### 3月7日
| #293 | 2010年3月7日 12:00 |                           |                                       |                                   |                                                                          |
| #293 | 2010年3月7日 12:00 | JTサンダーズ （12勝12敗） | 3 - 1 (25-21) (16-25) (25-19) (26-24) | サントリーサンバーズ （12勝12敗） | 山梨県小瀬スポーツ公園武道館 観客数: 2,075人 主審: 酒出修 副審: 大澤正弘 |
| #293 | 2010年3月7日 12:00 |                           |                                       |                                   | 山梨県小瀬スポーツ公園武道館 観客数: 2,075人 主審: 酒出修 副審: 大澤正弘 |

| #294 | 2010年3月7日 14:25 |                            |                                               |                                   |                                                                            |
| #294 | 2010年3月7日 14:25 | 堺ブレイザーズ （16勝8敗） | 2 - 3 (23-25) (25-22) (29-27) (18-25) (10-15) | 豊田合成トレフェルサ （13勝11敗） | 山梨県小瀬スポーツ公園武道館 観客数: 2,075人 主審: 小野将人 副審: 石井洋壮 |
| #294 | 2010年3月7日 14:25 |                            |                                               |                                   | 山梨県小瀬スポーツ公園武道館 観客数: 2,075人 主審: 小野将人 副審: 石井洋壮 |

| #295 | 2010年3月7日 13:00 |                            |                                       |                                      |                                                          |
| #295 | 2010年3月7日 13:00 | 東レ・アローズ （16勝8敗） | 3 - 1 (25-23) (21-25) (25-23) (29-27) | 大分三好ヴァイセアドラー （3勝21敗） | 浜松アリーナ 観客数: 1,740人 主審: 村中伸 副審: 山田道人 |
| #295 | 2010年3月7日 13:00 |                            |                                       |                                      | 浜松アリーナ 観客数: 1,740人 主審: 村中伸 副審: 山田道人 |

| #296 | 2010年3月7日 15:30 |                                    |                               |                    |                                                                      |
| #296 | 2010年3月7日 15:30 | パナソニックパンサーズ （20勝4敗） | 3 - 0 (25-19) (25-12) (25-23) | FC東京 （4勝20敗） | 浜松アリーナ 観客数: 1,700人 主審: グレッグ・ルーオー 副審: 加藤孝仁 |
| #296 | 2010年3月7日 15:30 |                                    |                               |                    | 浜松アリーナ 観客数: 1,700人 主審: グレッグ・ルーオー 副審: 加藤孝仁 |

#### 3月13日
| #297 | 2010年3月13日 13:05 |                            |                                               |                                   |                                                                                        |
| #297 | 2010年3月13日 13:05 | 東レ・アローズ （16勝9敗） | 2 - 3 (19-25) (25-19) (26-24) (25-27) (11-15) | サントリーサンバーズ （13勝12敗） | 交野市立総合体育施設（いきいきランド交野） 観客数: 1,500人 主審: 酒出修 副審: 大塚達也 |
| #297 | 2010年3月13日 13:05 |                            |                                               |                                   | 交野市立総合体育施設（いきいきランド交野） 観客数: 1,500人 主審: 酒出修 副審: 大塚達也 |

| #298 | 2010年3月13日 15:42 |                                   |                                       |                                    |                                                                                          |
| #298 | 2010年3月13日 15:42 | 豊田合成トレフェルサ （14勝11敗） | 3 - 1 (25-15) (23-25) (25-23) (25-21) | パナソニックパンサーズ （20勝5敗） | 交野市立総合体育施設（いきいきランド交野） 観客数: 1,950人 主審: 山本和良 副審: 石井洋壮 |
| #298 | 2010年3月13日 15:42 |                                   |                                       |                                    | 交野市立総合体育施設（いきいきランド交野） 観客数: 1,950人 主審: 山本和良 副審: 石井洋壮 |

| #299 | 2010年3月13日 14:00 |                           |                               |                                      |                                                                                |
| #299 | 2010年3月13日 14:00 | JTサンダーズ （13勝12敗） | 3 - 0 (25-14) (25-17) (25-20) | 大分三好ヴァイセアドラー （3勝22敗） | 別府市総合体育館（べっぷアリーナ） 観客数: 1,390人 主審: 江下毅 副審: 田野昭彦 |
| #299 | 2010年3月13日 14:00 |                           |                               |                                      | 別府市総合体育館（べっぷアリーナ） 観客数: 1,390人 主審: 江下毅 副審: 田野昭彦 |

| #300 | 2010年3月13日 16:00 |                    |                                       |                            |                                                                                |
| #300 | 2010年3月13日 16:00 | FC東京 （4勝21敗） | 1 - 3 (19-25) (17-25) (25-22) (23-25) | 堺ブレイザーズ （17勝8敗） | 別府市総合体育館（べっぷアリーナ） 観客数: 1,811人 主審: 代居正巳 副審: 塚本健 |
| #300 | 2010年3月13日 16:00 |                    |                                       |                            | 別府市総合体育館（べっぷアリーナ） 観客数: 1,811人 主審: 代居正巳 副審: 塚本健 |

#### 3月14日
| #301 | 2010年3月14日 13:10 |                            |                                               |                                   |                                                                                          |
| #301 | 2010年3月14日 13:10 | 東レ・アローズ （17勝9敗） | 3 - 2 (22-25) (23-25) (25-20) (25-17) (15-13) | 豊田合成トレフェルサ （14勝12敗） | 交野市立総合体育施設（いきいきランド交野） 観客数: 1,850人 主審: 大塚達也 副審: 山本和良 |
| #301 | 2010年3月14日 13:10 |                            |                                               |                                   | 交野市立総合体育施設（いきいきランド交野） 観客数: 1,850人 主審: 大塚達也 副審: 山本和良 |

| #302 | 2010年3月14日 15:55 |                                   |                                               |                                    |                                                                                        |
| #302 | 2010年3月14日 15:55 | サントリーサンバーズ （13勝13敗） | 2 - 3 (25-14) (21-25) (27-29) (25-21) (19-21) | パナソニックパンサーズ （21勝5敗） | 交野市立総合体育施設（いきいきランド交野） 観客数: 2,300人 主審: 酒出修 副審: 吉岡奈々 |
| #302 | 2010年3月14日 15:55 |                                   |                                               |                                    | 交野市立総合体育施設（いきいきランド交野） 観客数: 2,300人 主審: 酒出修 副審: 吉岡奈々 |

| #303 | 2010年3月14日 13:00 |                                      |                       |                            |                                                              |
| #303 | 2010年3月14日 13:00 | 大分三好ヴァイセアドラー （4勝22敗） | 3 - 0 (25-21) (25-20) | 堺ブレイザーズ （17勝9敗） | 日田市総合体育館 観客数: 1,528人 主審: 塚本健 副審: 代居正巳 |
| #303 | 2010年3月14日 13:00 |                                      |                       |                            | 日田市総合体育館 観客数: 1,528人 主審: 塚本健 副審: 代居正巳 |

| #304 | 2010年3月14日 15:05 |                           |                               |                    |                                                              |
| #304 | 2010年3月14日 15:05 | JTサンダーズ （14勝12敗） | 3 - 0 (25-16) (25-15) (25-16) | FC東京 （4勝22敗） | 日田市総合体育館 観客数: 1,547人 主審: 田野昭彦 副審: 江下毅 |
| #304 | 2010年3月14日 15:05 |                           |                               |                    | 日田市総合体育館 観客数: 1,547人 主審: 田野昭彦 副審: 江下毅 |

#### 3月20日
| #305 | 2010年3月20日 14:00 |                                    |                                               |                            |                                                          |
| #305 | 2010年3月20日 14:00 | パナソニックパンサーズ （21勝6敗） | 2 - 3 (22-25) (25-23) (26-28) (25-22) (11-15) | 堺ブレイザーズ （18勝9敗） | 三島市民体育館 観客数: 1,600人 主審: 酒出修 副審: 冨田満 |
| #305 | 2010年3月20日 14:00 |                                    |                                               |                            | 三島市民体育館 観客数: 1,600人 主審: 酒出修 副審: 冨田満 |

| #306 | 2010年3月20日 16:55 |                            |                               |                           |                                                              |
| #306 | 2010年3月20日 16:55 | 東レ・アローズ （18勝9敗） | 3 - 0 (25-22) (25-20) (25-22) | JTサンダーズ （14勝13敗） | 三島市民体育館 観客数: 1,700人 主審: 村上成司 副審: 田中昭彦 |
| #306 | 2010年3月20日 16:55 |                            |                               |                           | 三島市民体育館 観客数: 1,700人 主審: 村上成司 副審: 田中昭彦 |

| #307 | 2010年3月20日 13:00 |                                   |                                       |                                      |                                                            |
| #307 | 2010年3月20日 13:00 | サントリーサンバーズ （14勝13敗） | 3 - 1 (25-13) (25-19) (15-25) (25-15) | 大分三好ヴァイセアドラー （4勝23敗） | 延岡市民体育館 観客数: 1,459人 主審: 塚本健 副審: 山本晋五 |
| #307 | 2010年3月20日 13:00 |                                   |                                       |                                      | 延岡市民体育館 観客数: 1,459人 主審: 塚本健 副審: 山本晋五 |

| #308 | 2010年3月20日 15:15 |                    |                               |                                   |                                                            |
| #308 | 2010年3月20日 15:15 | FC東京 （4勝23敗） | 0 - 3 (19-25) (18-25) (24-26) | 豊田合成トレフェルサ （15勝12敗） | 延岡市民体育館 観客数: 1,619人 主審: 中馬義郎 副審: 江下毅 |
| #308 | 2010年3月20日 15:15 |                    |                               |                                   | 延岡市民体育館 観客数: 1,619人 主審: 中馬義郎 副審: 江下毅 |

#### 3月21日
| #309 | 2010年3月21日 13:00 |                                    |                                               |                           |                                                          |
| #309 | 2010年3月21日 13:00 | パナソニックパンサーズ （22勝6敗） | 3 - 2 (25-22) (25-23) (21-25) (16-25) (15-12) | JTサンダーズ （14勝14敗） | 三島市民体育館 観客数: 1,600人 主審: 冨田満 副審: 酒出修 |
| #309 | 2010年3月21日 13:00 |                                    |                                               |                           | 三島市民体育館 観客数: 1,600人 主審: 冨田満 副審: 酒出修 |

| #310 | 2010年3月21日 15:55 |                            |                                              |                             |                                                              |
| #310 | 2010年3月21日 15:55 | 東レ・アローズ （19勝9敗） | 3 - 2 (25-23) (20-25) (22-25) (25-23) (15-6) | 堺ブレイザーズ （18勝10敗） | 三島市民体育館 観客数: 1,700人 主審: 田中昭彦 副審: 村上成司 |
| #310 | 2010年3月21日 15:55 |                            |                                              |                             | 三島市民体育館 観客数: 1,700人 主審: 田中昭彦 副審: 村上成司 |

| #311 | 2010年3月21日 13:00 |                                   |                               |                    |                                                                |
| #311 | 2010年3月21日 13:00 | サントリーサンバーズ （15勝13敗） | 3 - 0 (25-20) (25-23) (25-16) | FC東京 （4勝24敗） | 宮崎市総合体育館 観客数: 1,299人 主審: 中馬義郎 副審: 山本晋五 |
| #311 | 2010年3月21日 13:00 |                                   |                               |                    | 宮崎市総合体育館 観客数: 1,299人 主審: 中馬義郎 副審: 山本晋五 |

| #312 | 2010年3月21日 15:00 |                                   |                               |                                      |                                                            |
| #312 | 2010年3月21日 15:00 | 豊田合成トレフェルサ （16勝12敗） | 3 - 0 (25-21) (25-23) (25-22) | 大分三好ヴァイセアドラー （4勝24敗） | 宮崎市総合体育館 観客数: 1,363人 主審: 江下毅 副審: 塚本健 |
| #312 | 2010年3月21日 15:00 |                                   |                               |                                      | 宮崎市総合体育館 観客数: 1,363人 主審: 江下毅 副審: 塚本健 |

#### 4Legの結果
| 順位 | チーム名                 | 試合数 | 勝数 | 敗数 | 勝率  | 備考                        |
| ---- | ------------------------ | ------ | ---- | ---- | ----- | --------------------------- |
| 1    | 豊田合成トレフェルサ     | 7      | 5    | 2    | 0.714 | セット率 1.636 得点率 1.053 |
| 2    | 東レ・アローズ           | 7      | 5    | 2    | 0.714 | セット率 1.636 得点率 1.033 |
| 3    | パナソニック・パンサーズ | 7      | 5    | 2    | 0.714 | セット率 1.636 得点率 1.032 |
| 4    | JTサンダーズ             | 7      | 4    | 3    | 0.571 | セット率 1.600              |
| 5    | サントリーサンバーズ     | 7      | 4    | 3    | 0.571 | セット率 1.231              |
| 6    | 堺ブレイザーズ           | 7      | 3    | 4    | 0.429 |                             |
| 7    | 大分三好ヴァイセアドラー | 7      | 1    | 6    | 0.143 | セット率 0.333              |
| 8    | FC東京                   | 7      | 1    | 6    | 0.143 | セット率 0.211              |

### レギュラーラウンドの結果
| 順位 | チーム名                 | 試合数 | 勝数 | 敗数 | 勝率  | 備考           |
| ---- | ------------------------ | ------ | ---- | ---- | ----- | -------------- |
| 1    | パナソニック・パンサーズ | 28     | 22   | 6    | 0.786 |                |
| 2    | 東レ・アローズ           | 28     | 19   | 9    | 0.679 |                |
| 3    | 堺ブレイザーズ           | 28     | 18   | 10   | 0.643 |                |
| 4    | 豊田合成トレフェルサ     | 28     | 16   | 12   | 0.571 |                |
| 5    | サントリーサンバーズ     | 28     | 15   | 13   | 0.536 |                |
| 6    | JTサンダーズ             | 28     | 14   | 14   | 0.500 |                |
| 7    | 大分三好ヴァイセアドラー | 28     | 4    | 24   | 0.143 | セット率 0.387 |
| 8    | FC東京                   | 28     | 4    | 24   | 0.143 | セット率 0.355 |

### セミファイナルラウンド

#### 4月2日
| #351 | 2010年4月2日 16:00 |                                |                                       |                              |                                                            |
| #351 | 2010年4月2日 16:00 | パナソニックパンサーズ （1勝） | 3 - 1 (23-25) (25-22) (25-15) (25-22) | 豊田合成トレフェルサ （1敗） | 有明コロシアム 観客数: 1,500人 主審: 石井洋壮 副審: 酒出修 |
| #351 | 2010年4月2日 16:00 |                                |                                       |                              | 有明コロシアム 観客数: 1,500人 主審: 石井洋壮 副審: 酒出修 |

| #352 | 2010年4月2日 18:40 |                        |                               |                        |                                                          |
| #352 | 2010年4月2日 18:40 | 東レ・アローズ （1敗） | 0 - 3 (24-26) (21-25) (19-25) | 堺ブレイザーズ （1勝） | 有明コロシアム 観客数: 1,600人 主審: 塚本健 副審: 冨田満 |
| #352 | 2010年4月2日 18:40 |                        |                               |                        | 有明コロシアム 観客数: 1,600人 主審: 塚本健 副審: 冨田満 |

#### 4月3日
| #353 | 2010年4月3日 14:00 |                        |                                       |                                |                                                          |
| #353 | 2010年4月3日 14:00 | 東レ・アローズ （2敗） | 1 - 3 (25-23) (23-25) (30-32) (18-25) | パナソニックパンサーズ （2勝） | 有明コロシアム 観客数: 2,400人 主審: 冨田満 副審: 小柴滋 |
| #353 | 2010年4月3日 14:00 |                        |                                       |                                | 有明コロシアム 観客数: 2,400人 主審: 冨田満 副審: 小柴滋 |

| #354 | 2010年4月3日 16:50 |                                 |                                              |                           |                                                              |
| #354 | 2010年4月3日 16:50 | 豊田合成トレフェルサ （1勝1敗） | 3 - 2 (23-25) (28-26) (21-25) (28-26) (15-8) | 堺ブレイザーズ （1勝1敗） | 有明コロシアム 観客数: 2,600人 主審: 田中昭彦 副審: 石井洋壮 |
| #354 | 2010年4月3日 16:50 |                                 |                                              |                           | 有明コロシアム 観客数: 2,600人 主審: 田中昭彦 副審: 石井洋壮 |

#### 4月4日
| #355 | 2010年4月4日 13:00 |                           |                                       |                                |                                                            |
| #355 | 2010年4月4日 13:00 | 堺ブレイザーズ （1勝2敗） | 1 - 3 (25-27) (22-25) (26-24) (23-25) | パナソニックパンサーズ （3勝） | 有明コロシアム 観客数: 2,200人 主審: 酒出修 副審: 田中昭彦 |
| #355 | 2010年4月4日 13:00 |                           |                                       |                                | 有明コロシアム 観客数: 2,200人 主審: 酒出修 副審: 田中昭彦 |

| #356 | 2010年4月4日 15:50 |                                 |                               |                           |                                                            |
| #356 | 2010年4月4日 15:50 | 豊田合成トレフェルサ （1勝2敗） | 0 - 3 (22-25) (17-25) (22-25) | 東レ・アローズ （1勝2敗） | 有明コロシアム 観客数: 2,200人 主審: 大塚達也 副審: 塚本健 |
| #356 | 2010年4月4日 15:50 |                                 |                               |                           | 有明コロシアム 観客数: 2,200人 主審: 大塚達也 副審: 塚本健 |

### ファイナルラウンド
3位決定戦
| #361 | 2010年4月11日 11:00 |                      |                               |                |                                                          |
| #361 | 2010年4月11日 11:00 | 豊田合成トレフェルサ | 0 - 3 (19-25) (15-25) (17-25) | 東レ・アローズ | 東京体育館 観客数: 3,500人 主審: 田中昭彦 副審: 村上成司 |
| #361 | 2010年4月11日 11:00 |                      |                               |                | 東京体育館 観客数: 3,500人 主審: 田中昭彦 副審: 村上成司 |

決勝
| #362 | 2010年4月11日 15:00 |                |                       |                        |                                                        |
| #362 | 2010年4月11日 15:00 | 堺ブレイザーズ | 0 - 3 (17-25) (25-27) | パナソニックパンサーズ | 東京体育館 観客数: 6,500人 主審: 塚本健 副審: 大塚達也 |
| #362 | 2010年4月11日 15:00 |                |                       |                        | 東京体育館 観客数: 6,500人 主審: 塚本健 副審: 大塚達也 |

### 最終順位
| 順位   | チーム名                 | 備考     |
| ------ | ------------------------ | -------- |
| 優勝   | パナソニック・パンサーズ |          |
| 準優勝 | 堺ブレイザーズ           |          |
| 3      | 東レ・アローズ           |          |
| 4      | 豊田合成トレフェルサ     |          |
| 5      | サントリーサンバーズ     |          |
| 6      | JTサンダーズ             |          |
| 7      | 大分三好ヴァイセアドラー | 入替戦へ |
| 8      | FC東京                   | 入替戦へ |

### 個人賞
| No. | 賞名             | 受賞者             | 所属チーム                   | 備考                |
| --- | ---------------- | ------------------ | ---------------------------- | ------------------- |
| 1   | 優勝監督賞       | 南部正司           | パナソニック・パンサーズ     |                     |
| 2   | 最高殊勲選手賞   | 清水邦広           | パナソニック・パンサーズ     |                     |
| 3   | 敢闘賞           | 北島武             | 堺ブレイザーズ               |                     |
| 4   | 最優秀新人賞     | 今村駿             | 堺ブレイザーズ               |                     |
| 5   | ベスト6          | 清水邦広           | パナソニック・パンサーズ     |                     |
| 5   | ベスト6          | 福澤達哉           | パナソニック・パンサーズ     |                     |
| 5   | ベスト6          | 石島雄介           | 堺ブレイザーズ               |                     |
| 5   | ベスト6          | 富松崇彰           | 東レ・アローズ               |                     |
| 5   | ベスト6          | 北川祐介           | 豊田合成トレフェルサ         |                     |
| 5   | ベスト6          | 宇佐美大輔         | パナソニック・パンサーズ     |                     |
| 6   | ベストリベロ賞   | 井上裕介           | 堺ブレイザーズ               |                     |
| 7   | レシーブ賞       | 永野健             | パナソニック・パンサーズ     |                     |
| 8   | 得点王           | デヤン・ボヨビッチ | 東レ・アローズ               | 総得点=611点        |
| 9   | スパイク賞       | 清水邦広           | パナソニック・パンサーズ     | 決定率=55.1%        |
| 10  | ブロック賞       | 富松崇彰           | 東レ・アローズ               | 決定本数=0.84本/set |
| 11  | サーブ賞         | 北島武             | 堺ブレイザーズ               | 効果率=16.1%        |
| 12  | サーブレシーブ賞 | 越谷章             | 東レ・アローズ               | 成功率=77.3%        |
| 13  | 優秀GM賞         | 平田逸夫           | 熊本県バレーボール協会理事長 |                     |

### Vチャレンジ・マッチ（入替戦）

#### 4月3日
| #371 | 2010年4月3日 |                              |                               |                                            |                  |
| #371 | 2010年4月3日 | FC東京 （プレミアリーグ8位） | 3 - 0 (26-24) (25-18) (25-16) | ジェイテクトSTINGS （チャレンジリーグ1位） | 秋葉台文化体育館 |
| #371 | 2010年4月3日 |                              |                               |                                            | 秋葉台文化体育館 |

| #372 | 2010年4月3日 |                                                |                               |                                |                  |
| #372 | 2010年4月3日 | 大分三好ヴァイセアドラー （プレミアリーグ7位） | 3 - 0 (25-23) (25-14) (25-23) | 富士通 （チャレンジリーグ2位） | 秋葉台文化体育館 |
| #372 | 2010年4月3日 |                                                |                               |                                | 秋葉台文化体育館 |

#### 4月4日
| #373 | 2010年4月4日 |                              |                               |                                            |                  |
| #373 | 2010年4月4日 | FC東京 （プレミアリーグ8位） | 3 - 0 (25-21) (25-15) (25-19) | ジェイテクトSTINGS （チャレンジリーグ1位） | 秋葉台文化体育館 |
| #373 | 2010年4月4日 |                              |                               |                                            | 秋葉台文化体育館 |

| #374 | 2010年4月4日 |                                                |                               |                                |                  |
| #374 | 2010年4月4日 | 大分三好ヴァイセアドラー （プレミアリーグ7位） | 3 - 0 (25-14) (25-16) (25-15) | 富士通 （チャレンジリーグ2位） | 秋葉台文化体育館 |
| #374 | 2010年4月4日 |                                                |                               |                                | 秋葉台文化体育館 |

この結果、大分三好とFC東京が次期プレミアリーグの残留を決めた。

## 女子

### 参加チーム
| 前回順位 | チーム名                   | 備考 |
| -------- | -------------------------- | ---- |
| 1        | 東レ・アローズ             |      |
| 2        | 久光製薬スプリングス       |      |
| 3        | NECレッドロケッツ          |      |
| 4        | デンソー・エアリービーズ   |      |
| 5        | トヨタ車体クインシーズ     |      |
| 6        | パイオニアレッドウィングス |      |
| 7        | 岡山シーガルズ             |      |
| 9        | JTマーヴェラス             |      |

### 1Leg

#### 11月28日
| #401 | 2009年11月28日 14:00 |                           |                               |                                    |                                                              |
| #401 | 2009年11月28日 14:00 | NECレッドロケッツ （1敗） | 1 - 3 (22-25) (25-23) (22-25) | パイオニアレッドウィングス （1勝） | 有明コロシアム 観客数: 1,800人 主審: 村上成司 副審: 印藤智一 |
| #401 | 2009年11月28日 14:00 |                           |                               |                                    | 有明コロシアム 観客数: 1,800人 主審: 村上成司 副審: 印藤智一 |

| #402 | 2009年11月28日 16:45 |                                |                               |                                  |                                                            |
| #402 | 2009年11月28日 16:45 | トヨタ車体クインシーズ （1敗） | 0 - 3 (18-25) (21-25) (14-25) | デンソー・エアリービーズ （1勝） | 有明コロシアム 観客数: 1,900人 主審: 冨田満 副審: 野村考一 |
| #402 | 2009年11月28日 16:45 |                                |                               |                                  | 有明コロシアム 観客数: 1,900人 主審: 冨田満 副審: 野村考一 |

| #403 | 2009年11月28日 13:05 |                        |                               |                        |                                                                                              |
| #403 | 2009年11月28日 13:05 | JTマーヴェラス （1勝） | 3 - 0 (25-18) (25-19) (25-23) | 東レ・アローズ （1敗） | 神戸総合運動公園体育館（グリーンアリーナ神戸） 観客数: 2,800人 主審: 小野将人 副審: 荒木和仁 |
| #403 | 2009年11月28日 13:05 |                        |                               |                        | 神戸総合運動公園体育館（グリーンアリーナ神戸） 観客数: 2,800人 主審: 小野将人 副審: 荒木和仁 |

| #404 | 2009年11月28日 15:05 |                        |                               |                              |                                                                                              |
| #404 | 2009年11月28日 15:05 | 岡山シーガルズ （1敗） | 0 - 3 (14-25) (12-25) (16-25) | 久光製薬スプリングス （1勝） | 神戸総合運動公園体育館（グリーンアリーナ神戸） 観客数: 2,800人 主審: 田野敏彦 副審: 北村友香 |
| #404 | 2009年11月28日 15:05 |                        |                               |                              | 神戸総合運動公園体育館（グリーンアリーナ神戸） 観客数: 2,800人 主審: 田野敏彦 副審: 北村友香 |

#### 11月29日
| #405 | 2009年11月29日 13:00 |                                   |                                               |                                       |                                                            |
| #405 | 2009年11月29日 13:00 | トヨタ車体クインシーズ （1勝1敗） | 3 - 2 (26-28) (26-24) (25-21) (18-25) (17-15) | パイオニアレッドウィングス （1勝1敗） | 有明コロシアム 観客数: 1,300人 主審: 大塚達也 副審: 仲博史 |
| #405 | 2009年11月29日 13:00 |                                   |                                               |                                       | 有明コロシアム 観客数: 1,300人 主審: 大塚達也 副審: 仲博史 |

| #406 | 2009年11月29日 16:15 |                           |                                       |                                  |                                                              |
| #406 | 2009年11月29日 16:15 | NECレッドロケッツ （2敗） | 1 - 3 (16-25) (25-18) (16-25) (12-25) | デンソー・エアリービーズ （2勝） | 有明コロシアム 観客数: 1,300人 主審: 印藤智一 副審: 村上成司 |
| #406 | 2009年11月29日 16:15 |                           |                                       |                                  | 有明コロシアム 観客数: 1,300人 主審: 印藤智一 副審: 村上成司 |

| #407 | 2009年11月29日 13:05 |                        |                                       |                                 |                                                                                              |
| #407 | 2009年11月29日 13:05 | JTマーヴェラス （2勝） | 3 - 1 (25-19) (16-25) (25-14) (25-17) | 久光製薬スプリングス （1勝1敗） | 神戸総合運動公園体育館（グリーンアリーナ神戸） 観客数: 3,000人 主審: 北村友香 副審: 小野将人 |
| #407 | 2009年11月29日 13:05 |                        |                                       |                                 | 神戸総合運動公園体育館（グリーンアリーナ神戸） 観客数: 3,000人 主審: 北村友香 副審: 小野将人 |

| #408 | 2009年11月29日 15:15 |                           |                               |                        |                                                                                              |
| #408 | 2009年11月29日 15:15 | 東レ・アローズ （1勝1敗） | 3 - 0 (25-22) (32-30) (25-15) | 岡山シーガルズ （2敗） | 神戸総合運動公園体育館（グリーンアリーナ神戸） 観客数: 3,000人 主審: 田野敏彦 副審: 長堂篤史 |
| #408 | 2009年11月29日 15:15 |                           |                               |                        | 神戸総合運動公園体育館（グリーンアリーナ神戸） 観客数: 3,000人 主審: 田野敏彦 副審: 長堂篤史 |

#### 12月5日
| #409 | 2009年12月5日 14:00 |                        |                               |                              |                                                              |
| #409 | 2009年12月5日 14:00 | 岡山シーガルズ （3敗） | 0 - 3 (19-25) (22-25) (16-25) | NECレッドロケッツ （1勝2敗） | 秋田県立体育館 観客数: 1,990人 主審: 村上成司 副審: 高橋宏明 |
| #409 | 2009年12月5日 14:00 |                        |                               |                              | 秋田県立体育館 観客数: 1,990人 主審: 村上成司 副審: 高橋宏明 |

| #410 | 2009年12月5日 16:00 |                                       |                       |                           |                                                            |
| #410 | 2009年12月5日 16:00 | パイオニアレッドウィングス （1勝2敗） | 0 - 3 (21-25) (15-25) | 東レ・アローズ （2勝1敗） | 秋田県立体育館 観客数: 2,025人 主審: 小柴滋 副審: 杉村友雄 |
| #410 | 2009年12月5日 16:00 |                                       |                       |                           | 秋田県立体育館 観客数: 2,025人 主審: 小柴滋 副審: 杉村友雄 |

| #411 | 2009年12月5日 14:00 |                        |                               |                                     |                                                                                  |
| #411 | 2009年12月5日 14:00 | JTマーヴェラス （3勝） | 3 - 0 (25-19) (25-15) (25-20) | デンソー・エアリービーズ （2勝1敗） | 豊田市総合体育館（スカイホール豊田） 観客数: 2,150人 主審: 勝又正 副審: 明井寿枝 |
| #411 | 2009年12月5日 14:00 |                        |                               |                                     | 豊田市総合体育館（スカイホール豊田） 観客数: 2,150人 主審: 勝又正 副審: 明井寿枝 |

| #412 | 2009年12月5日 16:00 |                                   |                       |                                 |                                                                                              |
| #412 | 2009年12月5日 16:00 | トヨタ車体クインシーズ （1勝2敗） | 0 - 3 (20-25) (18-25) | 久光製薬スプリングス （2勝1敗） | 豊田市総合体育館（スカイホール豊田） 観客数: 1,950人 主審: 山田道人 副審: グレッグ・ルーオー |
| #412 | 2009年12月5日 16:00 |                                   |                       |                                 | 豊田市総合体育館（スカイホール豊田） 観客数: 1,950人 主審: 山田道人 副審: グレッグ・ルーオー |

#### 12月6日
| #413 | 2009年12月6日 13:00 |                           |                                               |                              |                                                              |
| #413 | 2009年12月6日 13:00 | 東レ・アローズ （2勝2敗） | 2 - 3 (25-15) (25-22) (19-25) (22-25) (11-15) | NECレッドロケッツ （2勝2敗） | 秋田県立体育館 観客数: 1,954人 主審: 村上成司 副審: 船木洋行 |
| #413 | 2009年12月6日 13:00 |                           |                                               |                              | 秋田県立体育館 観客数: 1,954人 主審: 村上成司 副審: 船木洋行 |

| #414 | 2009年12月6日 15:40 |                                       |                               |                           |                                                            |
| #414 | 2009年12月6日 15:40 | パイオニアレッドウィングス （1勝3敗） | 1 - 3 (20-25) (25-20) (23-25) | 岡山シーガルズ （1勝3敗） | 秋田県立体育館 観客数: 2,219人 主審: 小柴滋 副審: 高橋宏明 |
| #414 | 2009年12月6日 15:40 |                                       |                               |                           | 秋田県立体育館 観客数: 2,219人 主審: 小柴滋 副審: 高橋宏明 |

| #415 | 2009年12月6日 13:10 |                                   |                               |                        |                                                                            |
| #415 | 2009年12月6日 13:10 | トヨタ車体クインシーズ （1勝3敗） | 0 - 3 (21-25) (15-25) (23-25) | JTマーヴェラス （4勝） | 岡崎市中央総合公園総合体育館 観客数: 3,350人 主審: 明井寿枝 副審: 山田道人 |
| #415 | 2009年12月6日 13:10 |                                   |                               |                        | 岡崎市中央総合公園総合体育館 観客数: 3,350人 主審: 明井寿枝 副審: 山田道人 |

| #416 | 2009年12月6日 15:07 |                                     |                                       |                                 |                                                                                    |
| #416 | 2009年12月6日 15:07 | デンソー・エアリービーズ （2勝2敗） | 1 - 3 (22-25) (25-23) (27-29) (16-25) | 久光製薬スプリングス （3勝1敗） | 岡崎市中央総合公園総合体育館 観客数: 2,930人 主審: グレッグ・ルーオー 副審: 勝又正 |
| #416 | 2009年12月6日 15:07 |                                     |                                       |                                 | 岡崎市中央総合公園総合体育館 観客数: 2,930人 主審: グレッグ・ルーオー 副審: 勝又正 |

#### 12月12日
| #417 | 2009年12月12日 14:00 |                                       |                       |                        |                                                                                      |
| #417 | 2009年12月12日 14:00 | パイオニアレッドウィングス （1勝4敗） | 0 - 3 (17-25) (19-25) | JTマーヴェラス （5勝） | 深谷市総合体育館（深谷ビッグタートル） 観客数: 1,822人 主審: 三見洋子 副審: 大塚達也 |
| #417 | 2009年12月12日 14:00 |                                       |                       |                        | 深谷市総合体育館（深谷ビッグタートル） 観客数: 1,822人 主審: 三見洋子 副審: 大塚達也 |

| #418 | 2009年12月12日 16:00 |                              |                               |                                 |                                                                                        |
| #418 | 2009年12月12日 16:00 | NECレッドロケッツ （2勝3敗） | 0 - 3 (19-25) (15-25) (22-25) | 久光製薬スプリングス （4勝1敗） | 深谷市総合体育館（深谷ビッグタートル） 観客数: 2,046人 主審: 阿部広太郎 副審: 浅井唯由 |
| #418 | 2009年12月12日 16:00 |                              |                               |                                 | 深谷市総合体育館（深谷ビッグタートル） 観客数: 2,046人 主審: 阿部広太郎 副審: 浅井唯由 |

| #419 | 2009年12月12日 13:05 |                                     |                                       |                           |                                                              |
| #419 | 2009年12月12日 13:05 | デンソー・エアリービーズ （2勝3敗） | 1 - 3 (22-25) (19-25) (25-15) (16-25) | 岡山シーガルズ （2勝3敗） | 滋賀県立体育館 観客数: 2,775人 主審: 山本和良 副審: 佐野裕基 |
| #419 | 2009年12月12日 13:05 |                                     |                                       |                           | 滋賀県立体育館 観客数: 2,775人 主審: 山本和良 副審: 佐野裕基 |

| #420 | 2009年12月12日 15:20 |                                   |                               |                           |                                                                      |
| #420 | 2009年12月12日 15:20 | トヨタ車体クインシーズ （1勝4敗） | 0 - 3 (17-25) (16-25) (13-25) | 東レ・アローズ （3勝2敗） | 滋賀県立体育館 観客数: 2,775人 主審: グレッグ・ルーオー 副審: 江下毅 |
| #420 | 2009年12月12日 15:20 |                                   |                               |                           | 滋賀県立体育館 観客数: 2,775人 主審: グレッグ・ルーオー 副審: 江下毅 |

#### 12月13日
| #421 | 2009年12月13日 13:00 |                                   |                                       |                           |                                                                                    |
| #421 | 2009年12月13日 13:00 | トヨタ車体クインシーズ （1勝5敗） | 1 - 3 (22-25) (25-17) (25-14) (20-25) | 岡山シーガルズ （3勝3敗） | 深谷市総合体育館（深谷ビッグタートル） 観客数: 2,340人 主審: 江下毅 副審: 佐野裕基 |
| #421 | 2009年12月13日 13:00 |                                   |                                       |                           | 深谷市総合体育館（深谷ビッグタートル） 観客数: 2,340人 主審: 江下毅 副審: 佐野裕基 |

| #422 | 2009年12月13日 15:00 |                              |                               |                        |                                                                                        |
| #422 | 2009年12月13日 15:00 | NECレッドロケッツ （2勝4敗） | 0 - 3 (14-25) (22-25) (24-26) | JTマーヴェラス （6勝） | 深谷市総合体育館（深谷ビッグタートル） 観客数: 2,086人 主審: 阿部広太郎 副審: 三見洋子 |
| #422 | 2009年12月13日 15:00 |                              |                               |                        | 深谷市総合体育館（深谷ビッグタートル） 観客数: 2,086人 主審: 阿部広太郎 副審: 三見洋子 |

| #423 | 2009年12月13日 13:00 |                                   |                                       |                           |                                                            |
| #423 | 2009年12月13日 13:00 | トヨタ車体クインシーズ （1勝5敗） | 1 - 3 (22-25) (25-27) (25-14) (20-25) | 岡山シーガルズ （3勝3敗） | 滋賀県立体育館 観客数: 2,340人 主審: 江下毅 副審: 佐野裕基 |
| #423 | 2009年12月13日 13:00 |                                   |                                       |                           | 滋賀県立体育館 観客数: 2,340人 主審: 江下毅 副審: 佐野裕基 |

| #424 | 2009年12月13日 15:30 |                                     |                                               |                         |                                                                        |
| #424 | 2009年12月13日 15:30 | デンソー・エアリービーズ （3勝3敗） | 3 - 2 (26-24) (23-25) (25-18) (30-32) (21-19) | 東レ・アローズ （勝敗） | 滋賀県立体育館 観客数: 2,340人 主審: グレッグ・ルーオー 副審: 山本和良 |
| #424 | 2009年12月13日 15:30 |                                     |                                               |                         | 滋賀県立体育館 観客数: 2,340人 主審: グレッグ・ルーオー 副審: 山本和良 |

#### 1月9日
| #425 | 2010年1月9日 14:00 |                                       |                               |                                     |                                                                              |
| #425 | 2010年1月9日 14:00 | パイオニアレッドウィングス （1勝6敗） | 0 - 3 (16-25) (20-25) (30-32) | デンソー・エアリービーズ （4勝3敗） | いしかわ総合スポーツセンター 観客数: 1,894人 主審: 田野敏彦 副審: 紙井ひとみ |
| #425 | 2010年1月9日 14:00 |                                       |                               |                                     | いしかわ総合スポーツセンター 観客数: 1,894人 主審: 田野敏彦 副審: 紙井ひとみ |

| #426 | 2010年1月9日 16:05 |                           |                               |                                 |                                                                            |
| #426 | 2010年1月9日 16:05 | 東レ・アローズ （4勝3敗） | 3 - 0 (25-15) (25-21) (25-23) | 久光製薬スプリングス （5勝2敗） | いしかわ総合スポーツセンター 観客数: 1,945人 主審: 田中昭彦 副審: 明井寿枝 |
| #426 | 2010年1月9日 16:05 |                           |                               |                                 | いしかわ総合スポーツセンター 観客数: 1,945人 主審: 田中昭彦 副審: 明井寿枝 |

| #427 | 2010年1月9日 16:25 |                              |                                       |                                   |                                                                                              |
| #427 | 2010年1月9日 16:25 | NECレッドロケッツ （3勝4敗） | 3 - 1 (31-29) (25-23) (18-25) (25-18) | トヨタ車体クインシーズ （1勝6敗） | 岡山県総合グラウンド体育館（桃太郎アリーナ） 観客数: 2,150人 主審: 中馬義郎 副審: 千代延靖夫 |
| #427 | 2010年1月9日 16:25 |                              |                                       |                                   | 岡山県総合グラウンド体育館（桃太郎アリーナ） 観客数: 2,150人 主審: 中馬義郎 副審: 千代延靖夫 |

| #428 | 2010年1月9日 14:00 |                           |                               |                        |                                                                                          |
| #428 | 2010年1月9日 14:00 | 岡山シーガルズ （3勝4敗） | 1 - 3 (17-25) (25-21) (18-25) | JTマーヴェラス （7勝） | 岡山県総合グラウンド体育館（桃太郎アリーナ） 観客数: 3,000人 主審: 小野将人 副審: 塚本健 |
| #428 | 2010年1月9日 14:00 |                           |                               |                        | 岡山県総合グラウンド体育館（桃太郎アリーナ） 観客数: 3,000人 主審: 小野将人 副審: 塚本健 |

#### 1Legの結果
| 順位 | チーム名                   | 試合数 | 勝数 | 敗数 | 勝率  | 備考           |
| ---- | -------------------------- | ------ | ---- | ---- | ----- | -------------- |
| 1    | JTマーヴェラス             | 7      | 7    | 0    | 1.000 |                |
| 2    | 久光製薬スプリングス       | 7      | 5    | 2    | 0.714 |                |
| 3    | 東レ・アローズ             | 7      | 4    | 3    | 0.571 | セット率 1.778 |
| 4    | デンソー・エアリービーズ   | 7      | 4    | 3    | 0.571 | セット率 1.167 |
| 5    | NECレッドロケッツ          | 7      | 3    | 4    | 0.429 | セット率 0.733 |
| 6    | 岡山シーガルズ             | 7      | 3    | 4    | 0.429 | セット率 0.667 |
| 7    | パイオニアレッドウィングス | 7      | 1    | 6    | 0.143 | セット率 0.316 |
| 8    | トヨタ車体クインシーズ     | 7      | 1    | 6    | 0.143 | セット率 0.250 |

### 2Leg

#### 1月10日
| #429 | 2010年1月10日 13:10 |                                     |                       |                                 |                                                                            |
| #429 | 2010年1月10日 13:10 | デンソー・エアリービーズ （5勝3敗） | 3 - 0 (25-18) (25-21) | 久光製薬スプリングス （5勝3敗） | いしかわ総合スポーツセンター 観客数: 1,629人 主審: 明井寿枝 副審: 田野敏彦 |
| #429 | 2010年1月10日 13:10 |                                     |                       |                                 | いしかわ総合スポーツセンター 観客数: 1,629人 主審: 明井寿枝 副審: 田野敏彦 |

| #430 | 2010年1月10日 15:05 |                                       |                               |                           |                                                                            |
| #430 | 2010年1月10日 15:05 | パイオニアレッドウィングス （1勝7敗） | 1 - 3 (18-25) (25-19) (19-25) | 東レ・アローズ （5勝3敗） | いしかわ総合スポーツセンター 観客数: 2,341人 主審: 田中昭彦 副審: 荒井勇二 |
| #430 | 2010年1月10日 15:05 |                                       |                               |                           | いしかわ総合スポーツセンター 観客数: 2,341人 主審: 田中昭彦 副審: 荒井勇二 |

| #431 | 2010年1月10日 13:00 |                        |                               |                                   |                                                                                            |
| #431 | 2010年1月10日 13:00 | JTマーヴェラス （8勝） | 3 - 0 (27-25) (25-16) (25-18) | トヨタ車体クインシーズ （1勝7敗） | 岡山県総合グラウンド体育館（桃太郎アリーナ） 観客数: 2,500人 主審: 中馬義郎 副審: 山本浩之 |
| #431 | 2010年1月10日 13:00 |                        |                               |                                   | 岡山県総合グラウンド体育館（桃太郎アリーナ） 観客数: 2,500人 主審: 中馬義郎 副審: 山本浩之 |

| #432 | 2010年1月10日 15:10 |                           |                               |                              |                                                                                          |
| #432 | 2010年1月10日 15:10 | 岡山シーガルズ （4勝4敗） | 3 - 0 (25-18) (25-21) (25-20) | NECレッドロケッツ （3勝5敗） | 岡山県総合グラウンド体育館（桃太郎アリーナ） 観客数: 2,950人 主審: 塚本健 副審: 小野将人 |
| #432 | 2010年1月10日 15:10 |                           |                               |                              | 岡山県総合グラウンド体育館（桃太郎アリーナ） 観客数: 2,950人 主審: 塚本健 副審: 小野将人 |

#### 1月16日
| #433 | 2010年1月16日 14:02 |                                   |                               |                           |                                                                      |
| #433 | 2010年1月16日 14:02 | トヨタ車体クインシーズ （1勝8敗） | 0 - 3 (14-25) (22-25) (18-25) | 東レ・アローズ （6勝3敗） | 大町市運動公園総合体育館 観客数: 2,000人 主審: 江下毅 副審: 中島俊昌 |
| #433 | 2010年1月16日 14:02 |                                   |                               |                           | 大町市運動公園総合体育館 観客数: 2,000人 主審: 江下毅 副審: 中島俊昌 |

| #434 | 2010年1月16日 16:00 |                                       |                               |                        |                                                                      |
| #434 | 2010年1月16日 16:00 | パイオニアレッドウィングス （1勝8敗） | 0 - 3 (17-25) (22-25) (10-25) | JTマーヴェラス （9勝） | 大町市運動公園総合体育館 観客数: 2,110人 主審: 冨田満 副審: 三見洋子 |
| #434 | 2010年1月16日 16:00 |                                       |                               |                        | 大町市運動公園総合体育館 観客数: 2,110人 主審: 冨田満 副審: 三見洋子 |

| #435 | 2010年1月16日 13:05 |                              |                       |                                     |                                                                    |
| #435 | 2010年1月16日 13:05 | NECレッドロケッツ （3勝6敗） | 0 - 3 (16-25) (17-25) | デンソー・エアリービーズ （6勝3敗） | 加古川市立総合体育館 観客数: 2,200人 主審: 石井洋壮 副審: 長堂篤史 |
| #435 | 2010年1月16日 13:05 |                              |                       |                                     | 加古川市立総合体育館 観客数: 2,200人 主審: 石井洋壮 副審: 長堂篤史 |

| #436 | 2010年1月16日 15:05 |                                 |                               |                           |                                                                    |
| #436 | 2010年1月16日 15:05 | 久光製薬スプリングス （6勝3敗） | 3 - 0 (25-18) (25-22) (25-16) | 岡山シーガルズ （4勝5敗） | 加古川市立総合体育館 観客数: 2,700人 主審: 印藤智一 副審: 山本和良 |
| #436 | 2010年1月16日 15:05 |                                 |                               |                           | 加古川市立総合体育館 観客数: 2,700人 主審: 印藤智一 副審: 山本和良 |

#### 1月17日
| #437 | 2010年1月17日 13:00 |                                   |                                       |                                       |                                                              |
| #437 | 2010年1月17日 13:00 | トヨタ車体クインシーズ （2勝8敗） | 3 - 1 (26-24) (23-25) (25-23) (25-21) | パイオニアレッドウィングス （1勝9敗） | 松本市総合体育館 観客数: 6,000人 主審: 江下毅 副審: 中島俊昌 |
| #437 | 2010年1月17日 13:00 |                                   |                                       |                                       | 松本市総合体育館 観客数: 6,000人 主審: 江下毅 副審: 中島俊昌 |

| #438 | 2010年1月17日 15:40 |                         |                                               |                           |                                                              |
| #438 | 2010年1月17日 15:40 | JTマーヴェラス （10勝） | 3 - 2 (23-25) (17-25) (25-16) (26-24) (15-12) | 東レ・アローズ （6勝4敗） | 松本市総合体育館 観客数: 6,000人 主審: 三見洋子 副審: 冨田満 |
| #438 | 2010年1月17日 15:40 |                         |                                               |                           | 松本市総合体育館 観客数: 6,000人 主審: 三見洋子 副審: 冨田満 |

| #439 | 2010年1月17日 13:00 |                                     |                                       |                           |                                                                                              |
| #439 | 2010年1月17日 13:00 | デンソー・エアリービーズ （7勝3敗） | 3 - 1 (25-21) (25-20) (23-25) (25-20) | 岡山シーガルズ （4勝6敗） | 神戸総合運動公園体育館（グリーンアリーナ神戸） 観客数: 2,600人 主審: 印藤智一 副審: 長堂篤史 |
| #439 | 2010年1月17日 13:00 |                                     |                                       |                           | 神戸総合運動公園体育館（グリーンアリーナ神戸） 観客数: 2,600人 主審: 印藤智一 副審: 長堂篤史 |

| #440 | 2010年1月17日 15:30 |                              |                               |                                 |                                                                                              |
| #440 | 2010年1月17日 15:30 | NECレッドロケッツ （3勝7敗） | 0 - 3 (19-25) (22-25) (20-25) | 久光製薬スプリングス （7勝3敗） | 神戸総合運動公園体育館（グリーンアリーナ神戸） 観客数: 2,800人 主審: 山本和良 副審: 石井洋壮 |
| #440 | 2010年1月17日 15:30 |                              |                               |                                 | 神戸総合運動公園体育館（グリーンアリーナ神戸） 観客数: 2,800人 主審: 山本和良 副審: 石井洋壮 |

#### 1月23日
| #441 | 2010年1月23日 13:00 |                           |                               |                           |                                                                |
| #441 | 2010年1月23日 13:00 | 東レ・アローズ （7勝4敗） | 3 - 0 (26-24) (25-15) (27-25) | 岡山シーガルズ （4勝7敗） | かなくぼ総合体育館 観客数: 1,410人 主審: 村中伸 副審: 山田道人 |
| #441 | 2010年1月23日 13:00 |                           |                               |                           | かなくぼ総合体育館 観客数: 1,410人 主審: 村中伸 副審: 山田道人 |

| #442 | 2010年1月23日 15:00 |                                   |                               |                                 |                                                                  |
| #442 | 2010年1月23日 15:00 | トヨタ車体クインシーズ （2勝9敗） | 0 - 3 (18-25) (24-26) (20-25) | 久光製薬スプリングス （8勝3敗） | かなくぼ総合体育館 観客数: 1,520人 主審: 大塚達也 副審: 笠倉雅弘 |
| #442 | 2010年1月23日 15:00 |                                   |                               |                                 | かなくぼ総合体育館 観客数: 1,520人 主審: 大塚達也 副審: 笠倉雅弘 |

| #443 | 2010年1月23日 13:05 |                              |                                       |                                        |                                                          |
| #443 | 2010年1月23日 13:05 | NECレッドロケッツ （4勝7敗） | 3 - 1 (25-14) (25-21) (19-25) (25-20) | パイオニアレッドウィングス （1勝10敗） | 東京体育館 観客数: 2,500人 主審: 明井寿枝 副審: 印藤智一 |
| #443 | 2010年1月23日 13:05 |                              |                                       |                                        | 東京体育館 観客数: 2,500人 主審: 明井寿枝 副審: 印藤智一 |

| #444 | 2010年1月23日 15:30 |                         |                               |                                     |                                                          |
| #444 | 2010年1月23日 15:30 | JTマーヴェラス （11勝） | 3 - 0 (25-21) (25-15) (25-19) | デンソー・エアリービーズ （7勝4敗） | 東京体育館 観客数: 3,000人 主審: 田中昭彦 副審: 饗庭和恵 |
| #444 | 2010年1月23日 15:30 |                         |                               |                                     | 東京体育館 観客数: 3,000人 主審: 田中昭彦 副審: 饗庭和恵 |

#### 1月24日
| #445 | 2010年1月24日 13:10 |                           |                                       |                                    |                                                                                |
| #445 | 2010年1月24日 13:10 | 岡山シーガルズ （5勝7敗） | 3 - 1 (22-25) (25-11) (25-18) (36-34) | トヨタ車体クインシーズ （2勝10敗） | ひたちなか市総合運動公園総合体育館 観客数: 2,085人 主審: 大塚達也 副審: 村中伸 |
| #445 | 2010年1月24日 13:10 |                           |                                       |                                    | ひたちなか市総合運動公園総合体育館 観客数: 2,085人 主審: 大塚達也 副審: 村中伸 |

| #446 | 2010年1月24日 15:50 |                           |                       |                                 |                                                                                  |
| #446 | 2010年1月24日 15:50 | 東レ・アローズ （7勝5敗） | 0 - 3 (23-25) (17-25) | 久光製薬スプリングス （9勝3敗） | ひたちなか市総合運動公園総合体育館 観客数: 2,639人 主審: 山田道人 副審: 大内雅美 |
| #446 | 2010年1月24日 15:50 |                           |                       |                                 | ひたちなか市総合運動公園総合体育館 観客数: 2,639人 主審: 山田道人 副審: 大内雅美 |

| #447 | 2010年1月24日 13:05 |                         |                                               |                              |                                                          |
| #447 | 2010年1月24日 13:05 | JTマーヴェラス （12勝） | 3 - 2 (25-21) (25-15) (19-25) (20-25) (15-13) | NECレッドロケッツ （4勝8敗） | 東京体育館 観客数: 3,000人 主審: 印藤智一 副審: 明井寿枝 |
| #447 | 2010年1月24日 13:05 |                         |                                               |                              | 東京体育館 観客数: 3,000人 主審: 印藤智一 副審: 明井寿枝 |

| #448 | 2010年1月24日 15:45 |                                        |                               |                                     |                                                          |
| #448 | 2010年1月24日 15:45 | パイオニアレッドウィングス （1勝11敗） | 0 - 3 (15-25) (22-25) (23-25) | デンソー・エアリービーズ （8勝4敗） | 東京体育館 観客数: 2,200人 主審: 田中昭彦 副審: 及川千春 |
| #448 | 2010年1月24日 15:45 |                                        |                               |                                     | 東京体育館 観客数: 2,200人 主審: 田中昭彦 副審: 及川千春 |

#### 1月30日
| #449 | 2010年1月30日 14:00 |                                    |                               |                                     |                                                                  |
| #449 | 2010年1月30日 14:00 | トヨタ車体クインシーズ （2勝11敗） | 0 - 3 (21-25) (13-25) (12-25) | デンソー・エアリービーズ （9勝4敗） | 川崎市とどろきアリーナ 観客数: 1,500人 主審: 澤達大 副審: 勝又正 |
| #449 | 2010年1月30日 14:00 |                                    |                               |                                     | 川崎市とどろきアリーナ 観客数: 1,500人 主審: 澤達大 副審: 勝又正 |

| #450 | 2010年1月30日 16:00 |                           |                                               |                              |                                                                      |
| #450 | 2010年1月30日 16:00 | 東レ・アローズ （8勝5敗） | 3 - 2 (25-21) (25-19) (20-25) (17-25) (15-12) | NECレッドロケッツ （4勝9敗） | 川崎市とどろきアリーナ 観客数: 2,100人 主審: 印藤智一 副審: 田代英明 |
| #450 | 2010年1月30日 16:00 |                           |                                               |                              | 川崎市とどろきアリーナ 観客数: 2,100人 主審: 印藤智一 副審: 田代英明 |

| #451 | 2010年1月30日 13:05 |                           |                              |                         |                                                                |
| #451 | 2010年1月30日 13:05 | 岡山シーガルズ （5勝8敗） | 0 - 3 (18-25) (16-25) (7-25) | JTマーヴェラス （13勝） | 大阪府立体育会館 観客数: 5,200人 主審: 大塚達也 副審: 高橋弘二 |
| #451 | 2010年1月30日 13:05 |                           |                              |                         | 大阪府立体育会館 観客数: 5,200人 主審: 大塚達也 副審: 高橋弘二 |

| #452 | 2010年1月30日 15:05 |                                  |                               |                                        |                                                                |
| #452 | 2010年1月30日 15:05 | 久光製薬スプリングス （10勝3敗） | 3 - 0 (25-18) (25-21) (25-18) | パイオニアレッドウィングス （1勝12敗） | 大阪府立体育会館 観客数: 4,800人 主審: 山本和良 副審: 新道哲郎 |
| #452 | 2010年1月30日 15:05 |                                  |                               |                                        | 大阪府立体育会館 観客数: 4,800人 主審: 山本和良 副審: 新道哲郎 |

#### 1月31日
| #453 | 2010年1月31日 13:10 |                           |                                       |                                     |                                                                  |
| #453 | 2010年1月31日 13:10 | 東レ・アローズ （9勝5敗） | 3 - 1 (25-23) (17-25) (25-17) (27-25) | デンソー・エアリービーズ （9勝5敗） | 川崎市とどろきアリーナ 観客数: 1,500人 主審: 勝又正 副審: 澤達大 |
| #453 | 2010年1月31日 13:10 |                           |                                       |                                     | 川崎市とどろきアリーナ 観客数: 1,500人 主審: 勝又正 副審: 澤達大 |

| #454 | 2010年1月31日 15:25 |                                    |                                       |                              |                                                                      |
| #454 | 2010年1月31日 15:25 | トヨタ車体クインシーズ （2勝12敗） | 1 - 3 (18-25) (27-29) (25-18) (22-25) | NECレッドロケッツ （5勝9敗） | 川崎市とどろきアリーナ 観客数: 1,900人 主審: 田代英明 副審: 印藤智一 |
| #454 | 2010年1月31日 15:25 |                                    |                                       |                              | 川崎市とどろきアリーナ 観客数: 1,900人 主審: 田代英明 副審: 印藤智一 |

| #455 | 2010年1月31日 13:00 |                         |                       |                                  |                                                                        |
| #455 | 2010年1月31日 13:00 | JTマーヴェラス （14勝） | 3 - 0 (25-21) (25-22) | 久光製薬スプリングス （10勝4敗） | 尼崎市記念公園総合体育館 観客数: 3,500人 主審: 高橋弘二 副審: 山本和良 |
| #455 | 2010年1月31日 13:00 |                         |                       |                                  | 尼崎市記念公園総合体育館 観客数: 3,500人 主審: 高橋弘二 副審: 山本和良 |

| #456 | 2010年1月31日 15:00 |                                        |                                              |                           |                                                                        |
| #456 | 2010年1月31日 15:00 | パイオニアレッドウィングス （2勝12敗） | 3 - 2 (18-25) (25-18) (18-25) (25-21) (15-8) | 岡山シーガルズ （5勝9敗） | 尼崎市記念公園総合体育館 観客数: 3,200人 主審: 大塚達也 副審: 楳谷昌彦 |
| #456 | 2010年1月31日 15:00 |                                        |                                              |                           | 尼崎市記念公園総合体育館 観客数: 3,200人 主審: 大塚達也 副審: 楳谷昌彦 |

#### 2Legの結果
| 順位 | チーム名                   | 試合数 | 勝数 | 敗数 | 勝率  | 備考           |
| ---- | -------------------------- | ------ | ---- | ---- | ----- | -------------- |
| 1    | JTマーヴェラス             | 7      | 7    | 0    | 1.000 |                |
| 2    | 久光製薬スプリングス       | 7      | 5    | 2    | 0.714 | セット率 2.500 |
| 3    | デンソー・エアリービーズ   | 7      | 5    | 2    | 0.714 | セット率 2.286 |
| 4    | 東レ・アローズ             | 7      | 5    | 2    | 0.714 | セット率 1.700 |
| 5    | NECレッドロケッツ          | 7      | 2    | 5    | 0.286 | セット率 0.588 |
| 6    | 岡山シーガルズ             | 7      | 2    | 5    | 0.286 | セット率 0.562 |
| 7    | パイオニアレッドウィングス | 7      | 1    | 6    | 0.143 | セット率 0.300 |
| 8    | トヨタ車体クインシーズ     | 7      | 1    | 6    | 0.143 | セット率 0.263 |

### 3Leg

#### 2月6日
| #457 | 2010年2月6日 13:06 |                                  |                                       |                                        |                                                                              |
| #457 | 2010年2月6日 13:06 | 久光製薬スプリングス （11勝4敗） | 3 - 1 (25-19) (23-25) (25-20) (25-17) | パイオニアレッドウィングス （2勝13敗） | 山形県総合運動公園総合体育館 観客数: 2,850人 主審: 阿部広太郎 副審: 高橋宏明 |
| #457 | 2010年2月6日 13:06 |                                  |                                       |                                        | 山形県総合運動公園総合体育館 観客数: 2,850人 主審: 阿部広太郎 副審: 高橋宏明 |

| #458 | 2010年2月6日 15:35 |                            |                               |                                      |                                                                          |
| #458 | 2010年2月6日 15:35 | 岡山シーガルズ （5勝10敗） | 0 - 3 (25-27) (21-25) (10-25) | デンソー・エアリービーズ （10勝5敗） | 山形県総合運動公園総合体育館 観客数: 1,150人 主審: 村上成司 副審: 伊藤薫 |
| #458 | 2010年2月6日 15:35 |                            |                               |                                      | 山形県総合運動公園総合体育館 観客数: 1,150人 主審: 村上成司 副審: 伊藤薫 |

| #459 | 2010年2月6日 14:00 |                         |                                               |                           | |
| #459 | 2010年2月6日 14:00 | JTマーヴェラス （15勝） | 3 - 2 (25-18) (21-25) (23-25) (25-16) (26-24) | 東レ・アローズ （9勝6敗） | 福岡県立スポーツセンター科学情報センター（アクシオン福岡） 観客数: 2,104人 主審: 中馬義郎 副審: 塚本健 |
| #459 | 2010年2月6日 14:00 |                         |                                               |                           | 福岡県立スポーツセンター科学情報センター（アクシオン福岡） 観客数: 2,104人 主審: 中馬義郎 副審: 塚本健 |

| #460 | 2010年2月6日 16:45 |                              |                       |                                    | |
| #460 | 2010年2月6日 16:45 | NECレッドロケッツ （6勝9敗） | 3 - 0 (25-20) (25-19) | トヨタ車体クインシーズ （2勝13敗） | 福岡県立スポーツセンター科学情報センター（アクシオン福岡） 観客数: 2,070人 主審: 田野昭彦 副審: 須藤義宏 |
| #460 | 2010年2月6日 16:45 |                              |                       |                                    | 福岡県立スポーツセンター科学情報センター（アクシオン福岡） 観客数: 2,070人 主審: 田野昭彦 副審: 須藤義宏 |

#### 2月7日
| #461 | 2010年2月7日 12:00 |                                  |                                       |                                      |                                                                          |
| #461 | 2010年2月7日 12:00 | 久光製薬スプリングス （12勝4敗） | 3 - 1 (25-23) (25-21) (19-25) (25-22) | デンソー・エアリービーズ （10勝6敗） | 山形県総合運動公園総合体育館 観客数: 1,500人 主審: 村上成司 副審: 伊藤薫 |
| #461 | 2010年2月7日 12:00 |                                  |                                       |                                      | 山形県総合運動公園総合体育館 観客数: 1,500人 主審: 村上成司 副審: 伊藤薫 |

| #462 | 2010年2月7日 14:;40 |                            |                                               |                                        |                                                                              |
| #462 | 2010年2月7日 14:;40 | 岡山シーガルズ （6勝10敗） | 3 - 2 (20-25) (25-20) (24-26) (29-27) (15-11) | パイオニアレッドウィングス （2勝14敗） | 山形県総合運動公園総合体育館 観客数: 3,025人 主審: 阿部広太郎 副審: 高橋宏明 |
| #462 | 2010年2月7日 14:;40 |                            |                                               |                                        | 山形県総合運動公園総合体育館 観客数: 3,025人 主審: 阿部広太郎 副審: 高橋宏明 |

| #463 | 2010年2月7日 13:00 |                               |                               |                         |                                                            |
| #463 | 2010年2月7日 13:00 | NECレッドロケッツ （6勝10敗） | 0 - 3 (22-25) (16-25) (17-25) | JTマーヴェラス （16勝） | 福岡市民体育館 観客数: 3,300人 主審: 塚本健 副審: 中馬義郎 |
| #463 | 2010年2月7日 13:00 |                               |                               |                         | 福岡市民体育館 観客数: 3,300人 主審: 塚本健 副審: 中馬義郎 |

| #464 | 2010年2月7日 15:00 |                                    |                               |                            |                                                              |
| #464 | 2010年2月7日 15:00 | トヨタ車体クインシーズ （2勝14敗） | 0 - 3 (18-25) (16-25) (25-27) | 東レ・アローズ （10勝6敗） | 福岡市民体育館 観客数: 3,320人 主審: 田野昭彦 副審: 須藤義宏 |
| #464 | 2010年2月7日 15:00 |                                    |                               |                            | 福岡市民体育館 観客数: 3,320人 主審: 田野昭彦 副審: 須藤義宏 |

#### 2月13日
| #465 | 2010年2月13日 14:00 |                         |                               |                            |                                                            |
| #465 | 2010年2月13日 14:00 | JTマーヴェラス （17勝） | 3 - 1 (24-26) (25-19) (25-23) | 岡山シーガルズ （6勝11敗） | 下関市体育館 観客数: 2,400人 主審: 石井洋壮 副審: 北村友香 |
| #465 | 2010年2月13日 14:00 |                         |                               |                            | 下関市体育館 観客数: 2,400人 主審: 石井洋壮 副審: 北村友香 |

| #466 | 2010年2月13日 16:30 |                               |                                               |                                        |                                                            |
| #466 | 2010年2月13日 16:30 | NECレッドロケッツ （6勝11敗） | 2 - 3 (18-25) (25-22) (25-18) (22-25) (11-15) | パイオニアレッドウィングス （3勝14敗） | 下関市体育館 観客数: 2,300人 主審: 田野昭彦 副審: 有馬浩一 |
| #466 | 2010年2月13日 16:30 |                               |                                               |                                        | 下関市体育館 観客数: 2,300人 主審: 田野昭彦 副審: 有馬浩一 |

| #467 | 2010年2月13日 14:00 |                                      |                               |                                    |                                                                  |
| #467 | 2010年2月13日 14:00 | デンソー・エアリービーズ （11勝6敗） | 3 - 0 (25-18) (25-23) (25-22) | トヨタ車体クインシーズ （2勝15敗） | 佐賀県立総合体育館 観客数: 1,812人 主審: 代居正巳 副審: 溝口正勝 |
| #467 | 2010年2月13日 14:00 |                                      |                               |                                    | 佐賀県立総合体育館 観客数: 1,812人 主審: 代居正巳 副審: 溝口正勝 |

| #468 | 2010年2月13日 16:00 |                            |                                               |                                  |                                                                |
| #468 | 2010年2月13日 16:00 | 東レ・アローズ （11勝6敗） | 3 - 2 (19-25) (18-25) (25-13) (25-23) (15-12) | 久光製薬スプリングス （12勝5敗） | 佐賀県立総合体育館 観客数: 2,517人 主審: 塚本健 副審: 中馬義郎 |
| #468 | 2010年2月13日 16:00 |                            |                                               |                                  | 佐賀県立総合体育館 観客数: 2,517人 主審: 塚本健 副審: 中馬義郎 |

#### 2月14日
| #469 | 2010年2月14日 13:00 |                                        |                               |                         |                                                                                  |
| #469 | 2010年2月14日 13:00 | パイオニアレッドウィングス （3勝15敗） | 0 - 3 (11-25) (15-25) (22-25) | JTマーヴェラス （18勝） | やまぐちフレッシュパーク総合体育館 観客数: 2,100人 主審: 石井洋壮 副審: 吉川幸治 |
| #469 | 2010年2月14日 13:00 |                                        |                               |                         | やまぐちフレッシュパーク総合体育館 観客数: 2,100人 主審: 石井洋壮 副審: 吉川幸治 |

| #470 | 2010年2月14日 15:00 |                            |                                              |                               |                                                                                  |
| #470 | 2010年2月14日 15:00 | 岡山シーガルズ （7勝11敗） | 3 - 2 (25-21) (19-25) (20-25) (25-23) (15-8) | NECレッドロケッツ （6勝12敗） | やまぐちフレッシュパーク総合体育館 観客数: 2,100人 主審: 北村友香 副審: 田野昭彦 |
| #470 | 2010年2月14日 15:00 |                            |                                              |                               | やまぐちフレッシュパーク総合体育館 観客数: 2,100人 主審: 北村友香 副審: 田野昭彦 |

| #471 | 2010年2月14日 13:00 |                                      |                                               |                            |                                                                  |
| #471 | 2010年2月14日 13:00 | デンソー・エアリービーズ （11勝7敗） | 2 - 3 (25-22) (22-25) (25-21) (20-25) (11-15) | 東レ・アローズ （12勝6敗） | 佐賀県立総合体育館 観客数: 1,943人 主審: 代居正巳 副審: 溝口正勝 |
| #471 | 2010年2月14日 13:00 |                                      |                                               |                            | 佐賀県立総合体育館 観客数: 1,943人 主審: 代居正巳 副審: 溝口正勝 |

| #472 | 2010年2月14日 15:35 |                                  |                               |                                    |                                                                |
| #472 | 2010年2月14日 15:35 | 久光製薬スプリングス （13勝5敗） | 3 - 0 (25-14) (26-24) (25-19) | トヨタ車体クインシーズ （2勝16敗） | 佐賀県立総合体育館 観客数: 2,374人 主審: 中馬義郎 副審: 塚本健 |
| #472 | 2010年2月14日 15:35 |                                  |                               |                                    | 佐賀県立総合体育館 観客数: 2,374人 主審: 中馬義郎 副審: 塚本健 |

#### 2月20日
| #473 | 2010年2月20日 14:00 |                         |                               |                                    |                                                                  |
| #473 | 2010年2月20日 14:00 | JTマーヴェラス （19勝） | 3 - 0 (25-23) (25-16) (25-23) | トヨタ車体クインシーズ （2勝17敗） | 姫路市立中央体育館 観客数: 3,300人 主審: 明井寿枝 副審: 山本和良 |
| #473 | 2010年2月20日 14:00 |                         |                               |                                    | 姫路市立中央体育館 観客数: 3,300人 主審: 明井寿枝 副審: 山本和良 |

| #474 | 2010年2月20日 16:00 |                                        |                                       |                                      |                                                                  |
| #474 | 2010年2月20日 16:00 | パイオニアレッドウィングス （3勝16敗） | 1 - 3 (25-27) (23-25) (26-24) (16-25) | デンソー・エアリービーズ （12勝7敗） | 姫路市立中央体育館 観客数: 3,000人 主審: 小野将人 副審: 長堂篤史 |
| #474 | 2010年2月20日 16:00 |                                        |                                       |                                      | 姫路市立中央体育館 観客数: 3,000人 主審: 小野将人 副審: 長堂篤史 |

| #475 | 2010年2月20日 14:00 |                            |                               |                                  |                                                            |
| #475 | 2010年2月20日 14:00 | 岡山シーガルズ （7勝12敗） | 0 - 3 (20-25) (18-25) (21-25) | 久光製薬スプリングス （14勝5敗） | 愛媛県武道館 観客数: 2,000人 主審: 冨田満 副審: 安藤晋一郎 |
| #475 | 2010年2月20日 14:00 |                            |                               |                                  | 愛媛県武道館 観客数: 2,000人 主審: 冨田満 副審: 安藤晋一郎 |

| #476 | 2010年2月20日 16:00 |                               |                                       |                            |                                                          |
| #476 | 2010年2月20日 16:00 | NECレッドロケッツ （7勝12敗） | 3 - 1 (23-25) (25-23) (25-19) (25-22) | 東レ・アローズ （12勝7敗） | 愛媛県武道館 観客数: 2,300人 主審: 江下毅 副審: 石井洋壮 |
| #476 | 2010年2月20日 16:00 |                               |                                       |                            | 愛媛県武道館 観客数: 2,300人 主審: 江下毅 副審: 石井洋壮 |

#### 2月21日
| #477 | 2010年2月21日 13:00 |                                      |                               |                         |                                                                                              |
| #477 | 2010年2月21日 13:00 | デンソー・エアリービーズ （12勝8敗） | 0 - 3 (13-25) (14-25) (23-25) | JTマーヴェラス （20勝） | 神戸総合運動公園体育館（グリーンアリーナ神戸） 観客数: 3,200人 主審: 明井寿枝 副審: 小野将人 |
| #477 | 2010年2月21日 13:00 |                                      |                               |                         | 神戸総合運動公園体育館（グリーンアリーナ神戸） 観客数: 3,200人 主審: 明井寿枝 副審: 小野将人 |

| #478 | 2010年2月21日 15:00 |                                        |                               |                                    |                                                                                              |
| #478 | 2010年2月21日 15:00 | パイオニアレッドウィングス （3勝17敗） | 0 - 3 (19-25) (16-25) (20-25) | トヨタ車体クインシーズ （3勝17敗） | 神戸総合運動公園体育館（グリーンアリーナ神戸） 観客数: 2,800人 主審: 山本和良 副審: 荒木和仁 |
| #478 | 2010年2月21日 15:00 |                                        |                               |                                    | 神戸総合運動公園体育館（グリーンアリーナ神戸） 観客数: 2,800人 主審: 山本和良 副審: 荒木和仁 |

| #479 | 2010年2月21日 13:00 |                               |                                               |                                  |                                                              |
| #479 | 2010年2月21日 13:00 | NECレッドロケッツ （7勝13敗） | 2 - 3 (16-25) (14-25) (25-21) (27-25) (12-15) | 久光製薬スプリングス （15勝5敗） | 愛媛県武道館 観客数: 2,100人 主審: 石井洋壮 副審: 安藤晋一郎 |
| #479 | 2010年2月21日 13:00 |                               |                                               |                                  | 愛媛県武道館 観客数: 2,100人 主審: 石井洋壮 副審: 安藤晋一郎 |

| #480 | 2010年2月21日 15:45 |                            |                               |                            |                                                        |
| #480 | 2010年2月21日 15:45 | 岡山シーガルズ （7勝13敗） | 0 - 3 (19-25) (24-26) (20-25) | 東レ・アローズ （13勝7敗） | 愛媛県武道館 観客数: 2,700人 主審: 江下毅 副審: 冨田満 |
| #480 | 2010年2月21日 15:45 |                            |                               |                            | 愛媛県武道館 観客数: 2,700人 主審: 江下毅 副審: 冨田満 |

#### 2月27日
| #481 | 2010年2月27日 14:00 |                                  |                                               |                         |                                                                      |
| #481 | 2010年2月27日 14:00 | 久光製薬スプリングス （15勝6敗） | 2 - 3 (25-21) (26-28) (20-25) (25-20) (11-15) | JTマーヴェラス （21勝） | 川崎市とどろきアリーナ 観客数: 1,950人 主審: 小野将人 副審: 田代英明 |
| #481 | 2010年2月27日 14:00 |                                  |                                               |                         | 川崎市とどろきアリーナ 観客数: 1,950人 主審: 小野将人 副審: 田代英明 |

| #482 | 2010年2月27日 16:50 |                                      |                                               |                               |                                                                  |
| #482 | 2010年2月27日 16:50 | デンソー・エアリービーズ （12勝9敗） | 2 - 3 (28-26) (25-21) (23-25) (26-28) (11-15) | NECレッドロケッツ （8勝13敗） | 川崎市とどろきアリーナ 観客数: 2,700人 主審: 澤達大 副審: 勝又正 |
| #482 | 2010年2月27日 16:50 |                                      |                                               |                               | 川崎市とどろきアリーナ 観客数: 2,700人 主審: 澤達大 副審: 勝又正 |

| #483 | 2010年2月27日 14:00 |                            |                               |                                        |                                                                                              |
| #483 | 2010年2月27日 14:00 | 東レ・アローズ （14勝7敗） | 3 - 0 (25-18) (25-19) (25-21) | パイオニアレッドウィングス （3勝18敗） | 刈谷市総合運動公園体育館（ウィングアリーナ刈谷） 観客数: 1,980人 主審: 塚本健 副審: 浅見靖人 |
| #483 | 2010年2月27日 14:00 |                            |                               |                                        | 刈谷市総合運動公園体育館（ウィングアリーナ刈谷） 観客数: 1,980人 主審: 塚本健 副審: 浅見靖人 |

| #484 | 2010年2月27日 16:00 |                            |                               |                                    |                                                                                              |
| #484 | 2010年2月27日 16:00 | 岡山シーガルズ （8勝13敗） | 3 - 0 (25-19) (25-21) (25-23) | トヨタ車体クインシーズ （3勝18敗） | 刈谷市総合運動公園体育館（ウィングアリーナ刈谷） 観客数: 1,545人 主審: 酒出修 副審: 三見洋子 |
| #484 | 2010年2月27日 16:00 |                            |                               |                                    | 刈谷市総合運動公園体育館（ウィングアリーナ刈谷） 観客数: 1,545人 主審: 酒出修 副審: 三見洋子 |

#### 3Legの結果
| 順位 | チーム名                   | 試合数 | 勝数 | 敗数 | 勝率  | 備考           |
| ---- | -------------------------- | ------ | ---- | ---- | ----- | -------------- |
| 1    | JTマーヴェラス             | 7      | 7    | 0    | 1.000 |                |
| 2    | 久光製薬スプリングス       | 7      | 5    | 2    | 0.714 | セット率 1.900 |
| 3    | 東レ・アローズ             | 7      | 5    | 2    | 0.714 | セット率 1.800 |
| 4    | デンソー・エアリービーズ   | 7      | 3    | 4    | 0.429 | セット率 1.077 |
| 5    | NECレッドロケッツ          | 7      | 3    | 4    | 0.429 | セット率 1.000 |
| 6    | 岡山シーガルズ             | 7      | 3    | 4    | 0.429 | セット率 0.625 |
| 7    | パイオニアレッドウィングス | 7      | 1    | 6    | 0.143 | セット率 0.350 |
| 8    | トヨタ車体クインシーズ     | 7      | 1    | 6    | 0.143 | セット率 0.167 |

### 4Leg

#### 2月28日
| #485 | 2010年2月28日 13:00 |                                  |                                       |                                       |                                                                  |
| #485 | 2010年2月28日 13:00 | 久光製薬スプリングス （16勝6敗） | 3 - 2 (21-25) (25-20) (25-17) (18-16) | デンソー・エアリービーズ （12勝10敗） | 川崎市とどろきアリーナ 観客数: 1,400人 主審: 勝又正 副審: 澤達大 |
| #485 | 2010年2月28日 13:00 |                                  |                                       |                                       | 川崎市とどろきアリーナ 観客数: 1,400人 主審: 勝又正 副審: 澤達大 |

| #486 | 2010年2月28日 15:50 |                         |                                              |                               |                                                                      |
| #486 | 2010年2月28日 15:50 | JTマーヴェラス （22勝） | 3 - 2 (25-27) (21-25) (25-23) (25-12) (15-9) | NECレッドロケッツ （8勝14敗） | 川崎市とどろきアリーナ 観客数: 2,500人 主審: 田代英明 副審: 小野将人 |
| #486 | 2010年2月28日 15:50 |                         |                                              |                               | 川崎市とどろきアリーナ 観客数: 2,500人 主審: 田代英明 副審: 小野将人 |

| #487 | 2010年2月28日 13:00 |                            |                                       |                                        |                                                                                              |
| #487 | 2010年2月28日 13:00 | 岡山シーガルズ （9勝13敗） | 3 - 1 (25-22) (18-25) (25-19) (25-20) | パイオニアレッドウィングス （3勝19敗） | 刈谷市総合運動公園体育館（ウィングアリーナ刈谷） 観客数: 1,450人 主審: 塚本健 副審: 浅見靖人 |
| #487 | 2010年2月28日 13:00 |                            |                                       |                                        | 刈谷市総合運動公園体育館（ウィングアリーナ刈谷） 観客数: 1,450人 主審: 塚本健 副審: 浅見靖人 |

| #488 | 2010年2月28日 15:35 |                                    |                                       |                            |                                                                                              |
| #488 | 2010年2月28日 15:35 | トヨタ車体クインシーズ （3勝19敗） | 1 - 3 (21-25) (25-16) (22-25) (15-25) | 東レ・アローズ （15勝7敗） | 刈谷市総合運動公園体育館（ウィングアリーナ刈谷） 観客数: 2,190人 主審: 三見洋子 副審: 酒出修 |
| #488 | 2010年2月28日 15:35 |                                    |                                       |                            | 刈谷市総合運動公園体育館（ウィングアリーナ刈谷） 観客数: 2,190人 主審: 三見洋子 副審: 酒出修 |

#### 3月6日
| #489 | 2010年3月6日 14:00 |                                  |                                               |                                    |                                                                    |
| #489 | 2010年3月6日 14:00 | 久光製薬スプリングス （16勝7敗） | 2 - 3 (25-19) (19-25) (25-18) (21-25) (11-15) | トヨタ車体クインシーズ （4勝19敗） | 川越運動公園総合体育館 観客数: 1,533人 主審: 北村友香 副審: 冨田満 |
| #489 | 2010年3月6日 14:00 |                                  |                                               |                                    | 川越運動公園総合体育館 観客数: 1,533人 主審: 北村友香 副審: 冨田満 |

| #490 | 2010年3月6日 16:40 |                                        |                               |                            |                                                                      |
| #490 | 2010年3月6日 16:40 | パイオニアレッドウィングス （3勝20敗） | 0 - 3 (21-25) (26-28) (21-25) | 東レ・アローズ （16勝7敗） | 川越運動公園総合体育館 観客数: 1,511人 主審: 田中昭彦 副審: 浅井唯由 |
| #490 | 2010年3月6日 16:40 |                                        |                               |                            | 川越運動公園総合体育館 観客数: 1,511人 主審: 田中昭彦 副審: 浅井唯由 |

| #491 | 2010年3月6日 14:00 |                         |                              |                            |                                                                |
| #491 | 2010年3月6日 14:00 | JTマーヴェラス （23勝） | 3 - 0 (25-23) (25-18) (25-9) | 岡山シーガルズ （9勝14敗） | 西尾市総合体育館 観客数: 1,350人 主審: 村上成司 副審: 柘植知則 |
| #491 | 2010年3月6日 14:00 |                         |                              |                            | 西尾市総合体育館 観客数: 1,350人 主審: 村上成司 副審: 柘植知則 |

| #492 | 2010年3月6日 16:05 |                                       |                                               |                               |                                                                |
| #492 | 2010年3月6日 16:05 | デンソー・エアリービーズ （12勝11敗） | 2 - 3 (25-15) (21-25) (25-20) (18-25) (12-15) | NECレッドロケッツ （9勝14敗） | 西尾市総合体育館 観客数: 1,560人 主審: 明井寿枝 副審: 印藤智一 |
| #492 | 2010年3月6日 16:05 |                                       |                                               |                               | 西尾市総合体育館 観客数: 1,560人 主審: 明井寿枝 副審: 印藤智一 |

#### 3月7日
| #493 | 2010年3月7日 13:10 |                            |                               |                                  |                                                                    |
| #493 | 2010年3月7日 13:10 | 東レ・アローズ （17勝7敗） | 3 - 0 (25-23) (25-20) (25-14) | 久光製薬スプリングス （16勝8敗） | 川越運動公園総合体育館 観客数: 1,819人 主審: 冨田満 副審: 浅井唯由 |
| #493 | 2010年3月7日 13:10 |                            |                               |                                  | 川越運動公園総合体育館 観客数: 1,819人 主審: 冨田満 副審: 浅井唯由 |

| #494 | 2010年3月7日 15:05 |                                        |                                       |                                    |                                                                      |
| #494 | 2010年3月7日 15:05 | パイオニアレッドウィングス （3勝21敗） | 1 - 3 (19-25) (20-25) (25-23) (16-25) | トヨタ車体クインシーズ （5勝19敗） | 川越運動公園総合体育館 観客数: 1,588人 主審: 田中昭彦 副審: 北村友香 |
| #494 | 2010年3月7日 15:05 |                                        |                                       |                                    | 川越運動公園総合体育館 観客数: 1,588人 主審: 田中昭彦 副審: 北村友香 |

| #495 | 2010年3月7日 13:00 |                               |                                       |                             |                                                                |
| #495 | 2010年3月7日 13:00 | NECレッドロケッツ （9勝15敗） | 1 - 3 (23-25) (26-24) (19-25) (21-25) | 岡山シーガルズ （10勝14敗） | 西尾市総合体育館 観客数: 1,460人 主審: 村上成司 副審: 柘植知則 |
| #495 | 2010年3月7日 13:00 |                               |                                       |                             | 西尾市総合体育館 観客数: 1,460人 主審: 村上成司 副審: 柘植知則 |

| #496 | 2010年3月7日 15:40 |                                       |                               |                         |                                                                |
| #496 | 2010年3月7日 15:40 | デンソー・エアリービーズ （12勝12敗） | 0 - 3 (16-25) (21-25) (16-25) | JTマーヴェラス （24勝） | 西尾市総合体育館 観客数: 1,750人 主審: 印藤智一 副審: 明井寿枝 |
| #496 | 2010年3月7日 15:40 |                                       |                               |                         | 西尾市総合体育館 観客数: 1,750人 主審: 印藤智一 副審: 明井寿枝 |

#### 3月13日
| #497 | 2010年3月13日 13:05 |                                        |                                       |                         |                                                                            |
| #497 | 2010年3月13日 13:05 | パイオニアレッドウィングス （3勝22敗） | 1 - 3 (16-25) (25-19) (24-26) (20-25) | JTマーヴェラス （25勝） | 山形県総合運動公園総合体育館 観客数: 4,100人 主審: 阿部広太郎 副審: 冨田満 |
| #497 | 2010年3月13日 13:05 |                                        |                                       |                         | 山形県総合運動公園総合体育館 観客数: 4,100人 主審: 阿部広太郎 副審: 冨田満 |

| #498 | 2010年3月13日 15:30 |                               |                               |                                  |                                                                          |
| #498 | 2010年3月13日 15:30 | NECレッドロケッツ （9勝16敗） | 0 - 3 (18-25) (21-25) (19-25) | 久光製薬スプリングス （17勝8敗） | 山形県総合運動公園総合体育館 観客数: 2,300人 主審: 村上成司 副審: 伊藤薫 |
| #498 | 2010年3月13日 15:30 |                               |                               |                                  | 山形県総合運動公園総合体育館 観客数: 2,300人 主審: 村上成司 副審: 伊藤薫 |

| #499 | 2010年3月13日 14:00 |                            |                               |                                       |                                                                                            |
| #499 | 2010年3月13日 14:00 | 東レ・アローズ （18勝7敗） | 3 - 0 (25-21) (25-23) (25-18) | デンソー・エアリービーズ （12勝13敗） | 岡山県総合グラウンド体育館（桃太郎アリーナ） 観客数: 2,100人 主審: 田野敏彦 副審: 冨田博一 |
| #499 | 2010年3月13日 14:00 |                            |                               |                                       | 岡山県総合グラウンド体育館（桃太郎アリーナ） 観客数: 2,100人 主審: 田野敏彦 副審: 冨田博一 |

| #500 | 2010年3月13日 16:05 |                             |                                       |                                    |                                                                                          |
| #500 | 2010年3月13日 16:05 | 岡山シーガルズ （10勝15敗） | 1 - 3 (20-25) (23-25) (25-18) (19-25) | トヨタ車体クインシーズ （6勝19敗） | 岡山県総合グラウンド体育館（桃太郎アリーナ） 観客数: 2,500人 主審: 勝又正 副審: 西中野健 |
| #500 | 2010年3月13日 16:05 |                             |                                       |                                    | 岡山県総合グラウンド体育館（桃太郎アリーナ） 観客数: 2,500人 主審: 勝又正 副審: 西中野健 |

#### 3月14日
| #501 | 2010年3月14日 13:00 |                                  |                                               |                            |                                                                        |
| #501 | 2010年3月14日 13:00 | 久光製薬スプリングス （18勝8敗） | 3 - 2 (25-22) (25-19) (21-25) (18-25) (17-15) | JTマーヴェラス （25勝1敗） | 山形県総合運動公園総合体育館 観客数: 3,000人 主審: 冨田満 副審: 伊藤薫 |
| #501 | 2010年3月14日 13:00 |                                  |                                               |                            | 山形県総合運動公園総合体育館 観客数: 3,000人 主審: 冨田満 副審: 伊藤薫 |

JTマーヴェラスの開幕連勝記録が25でストップしたが、Vリーグ女子では歴代2位の記録。連勝記録は、NECレッドロケッツの31連勝。旧日本リーグ時代を含めると、日立ベルフィーユの88連勝が最高記録。
| #502 | 2010年3月14日 15:50 |                                        |                               |                                |                                                                              |
| #502 | 2010年3月14日 15:50 | パイオニアレッドウィングス （3勝23敗） | 0 - 3 (19-25) (15-25) (11-25) | NECレッドロケッツ （10勝16敗） | 山形県総合運動公園総合体育館 観客数: 3,600人 主審: 阿部広太郎 副審: 村上成司 |
| #502 | 2010年3月14日 15:50 |                                        |                               |                                | 山形県総合運動公園総合体育館 観客数: 3,600人 主審: 阿部広太郎 副審: 村上成司 |

| #503 | 2010年3月14日 13:00 |                                    |                               |                                       |                                                                                            |
| #503 | 2010年3月14日 13:00 | トヨタ車体クインシーズ （6勝20敗） | 0 - 3 (21-25) (20-25) (17-25) | デンソー・エアリービーズ （13勝13敗） | 岡山県総合グラウンド体育館（桃太郎アリーナ） 観客数: 2,200人 主審: 田野敏彦 副審: 西中野健 |
| #503 | 2010年3月14日 13:00 |                                    |                               |                                       | 岡山県総合グラウンド体育館（桃太郎アリーナ） 観客数: 2,200人 主審: 田野敏彦 副審: 西中野健 |

| #504 | 2010年3月14日 15:05 |                             |                                       |                            |                                                                                          |
| #504 | 2010年3月14日 15:05 | 岡山シーガルズ （10勝16敗） | 2 - 3 (21-25) (25-20) (23-25) (11-15) | 東レ・アローズ （19勝7敗） | 岡山県総合グラウンド体育館（桃太郎アリーナ） 観客数: 3,141人 主審: 冨田博一 副審: 勝又正 |
| #504 | 2010年3月14日 15:05 |                             |                                       |                            | 岡山県総合グラウンド体育館（桃太郎アリーナ） 観客数: 3,141人 主審: 冨田博一 副審: 勝又正 |

#### 3月20日
| #505 | 2010年3月20日 14:00 |                                |                                               |                                    |                                                                                  |
| #505 | 2010年3月20日 14:00 | NECレッドロケッツ （10勝17敗） | 2 - 3 (24-26) (22-25) (25-21) (26-24) (10-15) | トヨタ車体クインシーズ （7勝20敗） | 江島総合スポーツ公園鈴鹿市立体育館 観客数: 2,495人 主審: 高橋弘二 副審: 田野昭彦 |
| #505 | 2010年3月20日 14:00 |                                |                                               |                                    | 江島総合スポーツ公園鈴鹿市立体育館 観客数: 2,495人 主審: 高橋弘二 副審: 田野昭彦 |

| #506 | 2010年3月20日 16:50 |                            |                                               |                            |                                                                                |
| #506 | 2010年3月20日 16:50 | 東レ・アローズ （20勝7敗） | 3 - 2 (25-19) (23-25) (25-21) (20-25) (15-13) | JTマーヴェラス （25勝2敗） | 江島総合スポーツ公園鈴鹿市立体育館 観客数: 3,271人 主審: 山本和良 副審: 城智人 |
| #506 | 2010年3月20日 16:50 |                            |                                               |                            | 江島総合スポーツ公園鈴鹿市立体育館 観客数: 3,271人 主審: 山本和良 副審: 城智人 |

| #507 | 2010年3月20日 14:00 |                                  |                               |                                        |                                                            |
| #507 | 2010年3月20日 14:00 | 久光製薬スプリングス （19勝8敗） | 3 - 0 (25-13) (25-19) (25-22) | パイオニアレッドウィングス （3勝24敗） | 福井県営体育館 観客数: 1,500人 主審: 澤達大 副審: 冨田博一 |
| #507 | 2010年3月20日 14:00 |                                  |                               |                                        | 福井県営体育館 観客数: 1,500人 主審: 澤達大 副審: 冨田博一 |

| #508 | 2010年3月20日 16:00 |                                       |                                              |                             |                                                              |
| #508 | 2010年3月20日 16:00 | デンソー・エアリービーズ （14勝13敗） | 3 - 2 (25-19) (25-21) (20-25) (23-25) (15-5) | 岡山シーガルズ （10勝17敗） | 福井県営体育館 観客数: 1,600人 主審: 小野将人 副審: 有乗正志 |
| #508 | 2010年3月20日 16:00 |                                       |                                              |                             | 福井県営体育館 観客数: 1,600人 主審: 小野将人 副審: 有乗正志 |

#### 3月21日
| #509 | 2010年3月21日 13:00 |                            |                                              |                                |                                                                                             |
| #509 | 2010年3月21日 13:00 | 東レ・アローズ （21勝7敗） | 3 - 2 (29-27) (24-26) (25-21) (15-25) (15-8) | NECレッドロケッツ （10勝18敗） | 岐阜メモリアルセンター第2体育館（で愛ドーム） 観客数: 2,486人 主審: 田野昭彦 副審: 新海正和 |
| #509 | 2010年3月21日 13:00 |                            |                                              |                                | 岐阜メモリアルセンター第2体育館（で愛ドーム） 観客数: 2,486人 主審: 田野昭彦 副審: 新海正和 |

| #510 | 2010年3月21日 15:40 |                            |                       |                                    |                                                                                             |
| #510 | 2010年3月21日 15:40 | JTマーヴェラス （26勝2敗） | 3 - 0 (25-17) (25-15) | トヨタ車体クインシーズ （7勝21敗） | 岐阜メモリアルセンター第2体育館（で愛ドーム） 観客数: 3,179人 主審: 高橋弘二 副審: 山本和良 |
| #510 | 2010年3月21日 15:40 |                            |                       |                                    | 岐阜メモリアルセンター第2体育館（で愛ドーム） 観客数: 3,179人 主審: 高橋弘二 副審: 山本和良 |

| #511 | 2010年3月21日 13:00 |                                       |                               |                                        |                                                              |
| #511 | 2010年3月21日 13:00 | デンソー・エアリービーズ （15勝13敗） | 3 - 0 (25-23) (25-20) (25-19) | パイオニアレッドウィングス （3勝25敗） | 福井県営体育館 観客数: 1,700人 主審: 冨田博一 副審: 有乗正志 |
| #511 | 2010年3月21日 13:00 |                                       |                               |                                        | 福井県営体育館 観客数: 1,700人 主審: 冨田博一 副審: 有乗正志 |

| #512 | 2010年3月21日 15:00 |                                  |                       |                             |                                                            |
| #512 | 2010年3月21日 15:00 | 久光製薬スプリングス （20勝8敗） | 3 - 0 (25-14) (25-21) | 岡山シーガルズ （10勝18敗） | 福井県営体育館 観客数: 1,900人 主審: 小野将人 副審: 澤達大 |
| #512 | 2010年3月21日 15:00 |                                  |                       |                             | 福井県営体育館 観客数: 1,900人 主審: 小野将人 副審: 澤達大 |

#### 4Legの結果
| 順位 | チーム名                   | 試合数 | 勝数 | 敗数 | 勝率  | 備考           |
| ---- | -------------------------- | ------ | ---- | ---- | ----- | -------------- |
| 1    | 東レ・アローズ             | 7      | 7    | 0    | 1.000 |                |
| 2    | JTマーヴェラス             | 7      | 5    | 2    | 0.714 | セット率 2.111 |
| 3    | 久光製薬スプリングス       | 7      | 5    | 2    | 0.714 | セット率 1.700 |
| 4    | トヨタ車体クインシーズ     | 7      | 3    | 4    | 0.429 |                |
| 5    | デンソー・エアリービーズ   | 7      | 3    | 4    | 0.429 |                |
| 6    | NECレッドロケッツ          | 7      | 2    | 5    | 0.286 | セット率 0.765 |
| 7    | 岡山シーガルズ             | 7      | 2    | 5    | 0.286 | セット率 0.647 |
| 8    | パイオニアレッドウィングス | 7      | 0    | 7    | 0.000 |                |

### レギュラーラウンドの結果
| 順位 | チーム名                   | 試合数 | 勝数 | 敗数 | 勝率  | 備考           |
| ---- | -------------------------- | ------ | ---- | ---- | ----- | -------------- |
| 1    | JTマーヴェラス             | 28     | 26   | 2    | 0.929 |                |
| 2    | 東レ・アローズ             | 28     | 21   | 7    | 0.750 |                |
| 3    | 久光製薬スプリングス       | 28     | 20   | 8    | 0.714 |                |
| 4    | デンソー・エアリービーズ   | 28     | 15   | 13   | 0.536 |                |
| 5    | NECレッドロケッツ          | 28     | 10   | 18   | 0.357 | セット率 0.766 |
| 6    | 岡山シーガルズ             | 28     | 10   | 18   | 0.357 | セット率 0.625 |
| 7    | トヨタ車体クインシーズ     | 28     | 7    | 21   | 0.250 |                |
| 8    | パイオニアレッドウィングス | 28     | 3    | 25   | 0.107 |                |

### セミファイナルラウンド

#### 4月2日
| #551 | 2010年4月2日 16:00 |                        |                                       |                                  |                                                                                    |
| #551 | 2010年4月2日 16:00 | JTマーヴェラス （1勝） | 3 - 1 (25-22) (22-25) (25-23) (25-20) | デンソー・エアリービーズ （1敗） | 豊田市総合体育館（スカイホール豊田） 観客数: 1,610人 主審: 印藤智一 副審: 明井寿枝 |
| #551 | 2010年4月2日 16:00 |                        |                                       |                                  | 豊田市総合体育館（スカイホール豊田） 観客数: 1,610人 主審: 印藤智一 副審: 明井寿枝 |

| #552 | 2010年4月2日 18:25 |                              |                                               |                        |                                                                                    |
| #552 | 2010年4月2日 18:25 | 久光製薬スプリングス （1敗） | 2 - 3 (19-25) (25-16) (23-25) (25-23) (16-18) | 東レ・アローズ （1勝） | 豊田市総合体育館（スカイホール豊田） 観客数: 1,320人 主審: 田野昭彦 副審: 三見洋子 |
| #552 | 2010年4月2日 18:25 |                              |                                               |                        | 豊田市総合体育館（スカイホール豊田） 観客数: 1,320人 主審: 田野昭彦 副審: 三見洋子 |

#### 4月3日
| #553 | 2010年4月3日 14:00 |                        |                               |                           |                                                                                    |
| #553 | 2010年4月3日 14:00 | JTマーヴェラス （2勝） | 3 - 0 (25-23) (28-26) (25-23) | 東レ・アローズ （1勝1敗） | 豊田市総合体育館（スカイホール豊田） 観客数: 2,930人 主審: 三見洋子 副審: 村上成司 |
| #553 | 2010年4月3日 14:00 |                        |                               |                           | 豊田市総合体育館（スカイホール豊田） 観客数: 2,930人 主審: 三見洋子 副審: 村上成司 |

| #554 | 2010年4月3日 16:05 |                                  |                               |                                 |                                                                                  |
| #554 | 2010年4月3日 16:05 | デンソー・エアリービーズ （2敗） | 0 - 3 (22-25) (18-25) (22-25) | 久光製薬スプリングス （1勝1敗） | 豊田市総合体育館（スカイホール豊田） 観客数: 2,580人 主審: 北村友香 副審: 江下毅 |
| #554 | 2010年4月3日 16:05 |                                  |                               |                                 | 豊田市総合体育館（スカイホール豊田） 観客数: 2,580人 主審: 北村友香 副審: 江下毅 |

#### 4月4日
| #555 | 2010年4月4日 13:00 |                        |                                       |                                 |                                                                                    |
| #555 | 2010年4月4日 13:00 | JTマーヴェラス （3勝） | 3 - 1 (21-25) (25-20) (25-19) (25-20) | 久光製薬スプリングス （1勝2敗） | 豊田市総合体育館（スカイホール豊田） 観客数: 2,780人 主審: 明井寿枝 副審: 村上成司 |
| #555 | 2010年4月4日 13:00 |                        |                                       |                                 | 豊田市総合体育館（スカイホール豊田） 観客数: 2,780人 主審: 明井寿枝 副審: 村上成司 |

| #556 | 2010年4月4日 15:25 |                                  |                                               |                           |                                                                                  |
| #556 | 2010年4月4日 15:25 | デンソー・エアリービーズ （3敗） | 2 - 3 (25-27) (26-24) (25-18) (23-25) (10-15) | 東レ・アローズ （2勝1敗） | 豊田市総合体育館（スカイホール豊田） 観客数: 2,810人 主審: 江下毅 副審: 印藤智一 |
| #556 | 2010年4月4日 15:25 |                                  |                                               |                           | 豊田市総合体育館（スカイホール豊田） 観客数: 2,810人 主審: 江下毅 副審: 印藤智一 |

### ファイナルラウンド
3位決定戦
| #561 | 2010年4月10日 11:00 |                          |                                               |                      |                                                          |
| #561 | 2010年4月10日 11:00 | デンソー・エアリービーズ | 3 - 2 (25-22) (28-26) (20-25) (19-25) (15-12) | 久光製薬スプリングス | 東京体育館 観客数: 4,500人 主審: 北村友香 副審: 田中昭彦 |
| #561 | 2010年4月10日 11:00 |                          |                                               |                      | 東京体育館 観客数: 4,500人 主審: 北村友香 副審: 田中昭彦 |

決勝
| #562 | 2010年4月10日 15:00 |                |                               |                |                                                          |
| #562 | 2010年4月10日 15:00 | JTマーヴェラス | 0 - 3 (26-28) (21-25) (16-25) | 東レ・アローズ | 東京体育館 観客数: 7,700人 主審: 村上成司 副審: 明井寿枝 |
| #562 | 2010年4月10日 15:00 |                |                               |                | 東京体育館 観客数: 7,700人 主審: 村上成司 副審: 明井寿枝 |

### 最終順位
| 順位   | チーム名                   | 備考        |
| ------ | -------------------------- | ----------- |
| 優勝   | 東レ・アローズ             | 3年連続優勝 |
| 準優勝 | JTマーヴェラス             |             |
| 3      | デンソー・エアリービーズ   |             |
| 4      | 久光製薬スプリングス       |             |
| 5      | NECレッドロケッツ          |             |
| 6      | 岡山シーガルズ             |             |
| 7      | トヨタ車体クインシーズ     |             |
| 8      | パイオニアレッドウィングス |             |

### 個人賞
| No. | 賞名             | 受賞者           | 所属チーム                 | 備考                |
| --- | ---------------- | ---------------- | -------------------------- | ------------------- |
| 1   | 優勝監督賞       | 菅野幸一郎       | 東レ・アローズ             |                     |
| 2   | 最高殊勲選手賞   | 木村沙織         | 東レ・アローズ             |                     |
| 3   | 敢闘賞           | キム・ヨンギョン | JTマーヴェラス             |                     |
| 4   | 最優秀新人賞     | 熊谷桜子         | デンソー・エアリービーズ   |                     |
| 5   | ベスト6          | 木村沙織         | 東レ・アローズ             |                     |
| 5   | ベスト6          | キム・ヨンギョン | JTマーヴェラス             |                     |
| 5   | ベスト6          | 迫田さおり       | 東レ・アローズ             |                     |
| 5   | ベスト6          | 荒木絵里香       | 東レ・アローズ             |                     |
| 5   | ベスト6          | 山本愛           | JTマーヴェラス             |                     |
| 5   | ベスト6          | 竹下佳江         | JTマーヴェラス             |                     |
| 6   | ベストリベロ賞   | 濱口華菜里       | 東レ・アローズ             |                     |
| 7   | レシーブ賞       | 井上琴絵         | JTマーヴェラス             |                     |
| 8   | 得点王           | キム・ヨンギョン | JTマーヴェラス             | 総得点=696点        |
| 9   | スパイク賞       | 荒木絵里香       | 東レ・アローズ             | 決定率=50.6%        |
| 10  | ブロック賞       | 井上香織         | デンソー・エアリービーズ   | 決定本数=0.84本/set |
| 11  | サーブ賞         | 迫田さおり       | 東レ・アローズ             | 効果率=16.6%        |
| 12  | サーブレシーブ賞 | 成田郁久美       | パイオニアレッドウィングス | 成功率=74.3%        |
| 13  | 優秀GM賞         | 林孝彦           | NECレッドロケッツ          |                     |

### Vチャレンジ・マッチ（入替戦）

#### 4月3日
| #571 | 2010年4月3日 |                                                  |                                              |                                            |                  |
| #571 | 2010年4月3日 | パイオニアレッドウィングス （プレミアリーグ8位） | 2 - 3 (26-24) (27-25) (19-25) (22-25) (9-15) | 日立佐和リヴァーレ （チャレンジリーグ1位） | 秋葉台文化体育館 |
| #571 | 2010年4月3日 |                                                  |                                              |                                            | 秋葉台文化体育館 |

| #572 | 2010年4月3日 |                                              |                                       |                                          |                  |
| #572 | 2010年4月3日 | トヨタ車体クインシーズ （プレミアリーグ7位） | 3 - 1 (25-22) (25-18) (23-25) (25-23) | 上尾メディックス （チャレンジリーグ2位） | 秋葉台文化体育館 |
| #572 | 2010年4月3日 |                                              |                                       |                                          | 秋葉台文化体育館 |

#### 4月4日
| #573 | 2010年4月4日 |                                                  |                                       |                                            |                  |
| #573 | 2010年4月4日 | パイオニアレッドウィングス （プレミアリーグ8位） | 3 - 1 (25-21) (21-25) (25-22) (25-14) | 日立佐和リヴァーレ （チャレンジリーグ1位） | 秋葉台文化体育館 |
| #573 | 2010年4月4日 |                                                  |                                       |                                            | 秋葉台文化体育館 |

| #574 | 2010年4月4日 |                                              |                                               |                                          |                  |
| #574 | 2010年4月4日 | トヨタ車体クインシーズ （プレミアリーグ7位） | 2 - 3 (25-13) (25-22) (21-25) (19-25) (16-18) | 上尾メディックス （チャレンジリーグ2位） | 秋葉台文化体育館 |
| #574 | 2010年4月4日 |                                              |                                               |                                          | 秋葉台文化体育館 |

この結果、トヨタ車体とパイオニアが次期プレミアリーグの残留を決めた。